# Terrasson-Lavilledieu
Pour les articles homonymes, voir Terrasson.
Terrasson-Lavilledieu, anciennement Terrasson-la-Villedieu, est une commune française située dans le département de la Dordogne, en région Nouvelle-Aquitaine.
Centre important du commerce de la truffe et des noix, en particulier par son marché de saison d'origine médiévale, Terrasson-Lavilledieu compte plus de 6 000 habitants, et son agglomération, près de 8 000. Située en limite de la Corrèze, elle incarne une porte d'entrée du Périgord noir. Elle est notamment connue pour ses Jardins de l'Imaginaire, sa ville ancienne et son église abbatiale Saint-Sour.

## Géographie
De 1790 à 1963, la commune a été le chef-lieu du canton de Terrasson. Ce canton a été renommé en canton de Terrasson-Lavilledieu, après la fusion des communes de Terrasson et Lavilledieu. En 2015, le chef-lieu n'est plus qu'un bureau centralisateur.

### Généralités
L'arrivée à Terrasson, limitrophe de la Corrèze et proche du Lot, est une entrée dans le Périgord noir. La commune est traversée par la Vézère et arrosée par deux de ses affluents, l'Elle au nord-ouest et le Coly au sud-ouest. Elle fait partie de l'unité urbaine de Terrasson-Lavilledieu et de l'aire d'attraction de Brive-la-Gaillarde.
La mise en service en janvier 2008 du tronçon Thenon - Terrasson de l'autoroute A89 a permis une circulation plus fluide sur la route départementale 6089 (l'ancienne RN 89) qui traverse la ville dans sa longueur. Le centre-ville est situé, en distances orthodromiques, treize kilomètres au nord-est de celui de Montignac-Lascaux et dix-huit kilomètres à l'ouest de celui de Brive-la-Gaillarde.
La commune est également desservie par les RD 60 et 63 ainsi que par la ligne ferroviaire Périgueux - Brive en gare de Terrasson-Lavilledieu.
Depuis 2010, la ville est située à une vingtaine de kilomètres (par la route) de l'aéroport de Brive-Souillac.

### Communes limitrophes
Terrasson-Lavilledieu est limitrophe de onze autres communes, dont deux dans le département de la Corrèze. Au nord-ouest, Villac est limitrophe par un quadripoint.
| Villac, Beauregard-de-Terrasson           | Cublac (Corrèze)      | Mansac (Corrèze), Pazayac |
| Le Lardin-Saint-Lazare, Condat-sur-Vézère | Terrasson-Lavilledieu | Les Coteaux Périgourdins  |
| Coly-Saint-Amand                          | La Cassagne           | La Dornac                 |

### Géologie et relief

#### Géologie
Situé sur la plaque nord du Bassin aquitain et bordé à son extrémité nord-est par une frange du Massif central, le département de la Dordogne présente une grande diversité géologique. Les terrains sont disposés en profondeur en strates régulières, témoins d'une sédimentation sur cette ancienne plate-forme marine. Le département peut ainsi être découpé sur le plan géologique en quatre gradins différenciés selon leur âge géologique. Terrasson-Lavilledieu est située dans le deuxième gradin à partir du nord-est, un plateau formé de roches calcaires très dures du Jurassique que la mer a déposées par sédimentation chimique carbonatée, en bancs épais et massifs.
Elle est dans le causse de Terrasson qui concerne quelques communes, au sud de Terrasson-Lavilledieu, sur les coteaux en rive gauche de la Vézère.
Les couches affleurantes sur le territoire communal sont constituées de formations superficielles du Quaternaire datant du Cénozoïque et de roches sédimentaires du Mésozoïque et du Paléozoïque. La formation la plus ancienne, notée tfρ3, est constituée de grès de Thiviers et d'ardoises d'Allassac, des métatufs rhyodacitiques à chlorite et métagrauwackes, séricitoschistes intercalés (Cambrien moyen à supérieur). La formation la plus récente, notée CFp, fait partie des formations superficielles de type colluvions indifférenciées de versant, de vallon et plateaux issues d'alluvions, molasses, altérites. Le descriptif de ces couches est détaillé dans  la feuille « no 784 - Terrasson » de la carte géologique au 1/50 000 de la France métropolitaine, et sa notice associée.

Carte géologique de Terrasson-Lavilledieu.

#### Relief et paysages
Le département de la Dordogne se présente comme un vaste plateau incliné du nord-est (491 m, à la forêt de Vieillecour dans le Nontronnais, à Saint-Pierre-de-Frugie) au sud-ouest (2 m à Lamothe-Montravel). L'altitude du territoire communal varie quant à elle entre 82 mètres et 299 mètres,.
Dans le cadre de la Convention européenne du paysage entrée en vigueur en France le 1er juillet 2006, renforcée par la loi du 8 août 2016 pour la reconquête de la biodiversité, de la nature et des paysages, un atlas des paysages de la Dordogne a été élaboré sous maîtrise d’ouvrage de l’État et publié en octobre 2020. Les paysages du département s'organisent en huit unités paysagères,. La commune fait partie du Périgord noir, un paysage vallonné et forestier, qui ne s’ouvre que ponctuellement autour de vallées-couloirs et d’une multitude de clairières de toutes tailles. Il s'étend du nord de la Vézère au sud de la Dordogne (en amont de Lalinde) et est riche d’un patrimoine exceptionnel.
La superficie cadastrale de la commune publiée par l'Insee, qui sert de référence dans toutes les statistiques, est de 39,34 km2,,. La superficie géographique, issue de la BD Topo, composante du Référentiel à grande échelle produit par l'IGN, est quant à elle de 39,16 km2.

### Hydrographie

#### Réseau hydrographique
La commune est située dans le bassin de la Dordogne au sein du Bassin Adour-Garonne. Elle est drainée par la Vézère, le Coly, l'Elle, le Ribeyrol, le ruisseau de Fondanger et par divers petits cours d'eau, qui constituent un réseau hydrographique de 36 km de longueur totale,.
La Vézère, d'une longueur totale de 211,2 km, prend sa source en Corrèze dans la commune de Meymac et se jette dans la Dordogne — dont elle est l'un des principaux affluents — en rive droite, à Limeuil, face à Alles-sur-Dordogne,. Elle traverse la commune du nord-est au nord-ouest sur dix kilomètres et demi dont près de six servent de limite naturelle en deux tronçons, face à Mansac, Cublac et Le Lardin-Saint-Lazare.
Le Coly, d'une longueur totale de 10,13 km, prend sa source dans la commune de La Cassagne et se jette dans la Vézère au bourg de Condat-sur-Vézère en rive gauche. Il borde le sud-est de la commune sur 750 mètres, face à Coly-Saint-Amand et Condat-sur-Vézère.
L'Elle, d'une longueur totale de 19,4 km, prend sa source en Corrèze dans la commune d'Ayen et se jette dans la Vézère en rive droite à Terrasson-Lavilledieu. Elle arrose le nord-ouest de la commune sur trois kilomètres et demi dont un en limite du Lardin-Saint-Lazare.
Son affluent le Ribeyrol borde la commune au nord-ouest sur unité|650 mètres, face à Beauregard-de-Terrasson.
Autre affluent de l'Elle, le ruisseau de Fondanger arrose le nord-ouest du territoire communal sur près d'un kilomètre et demi.

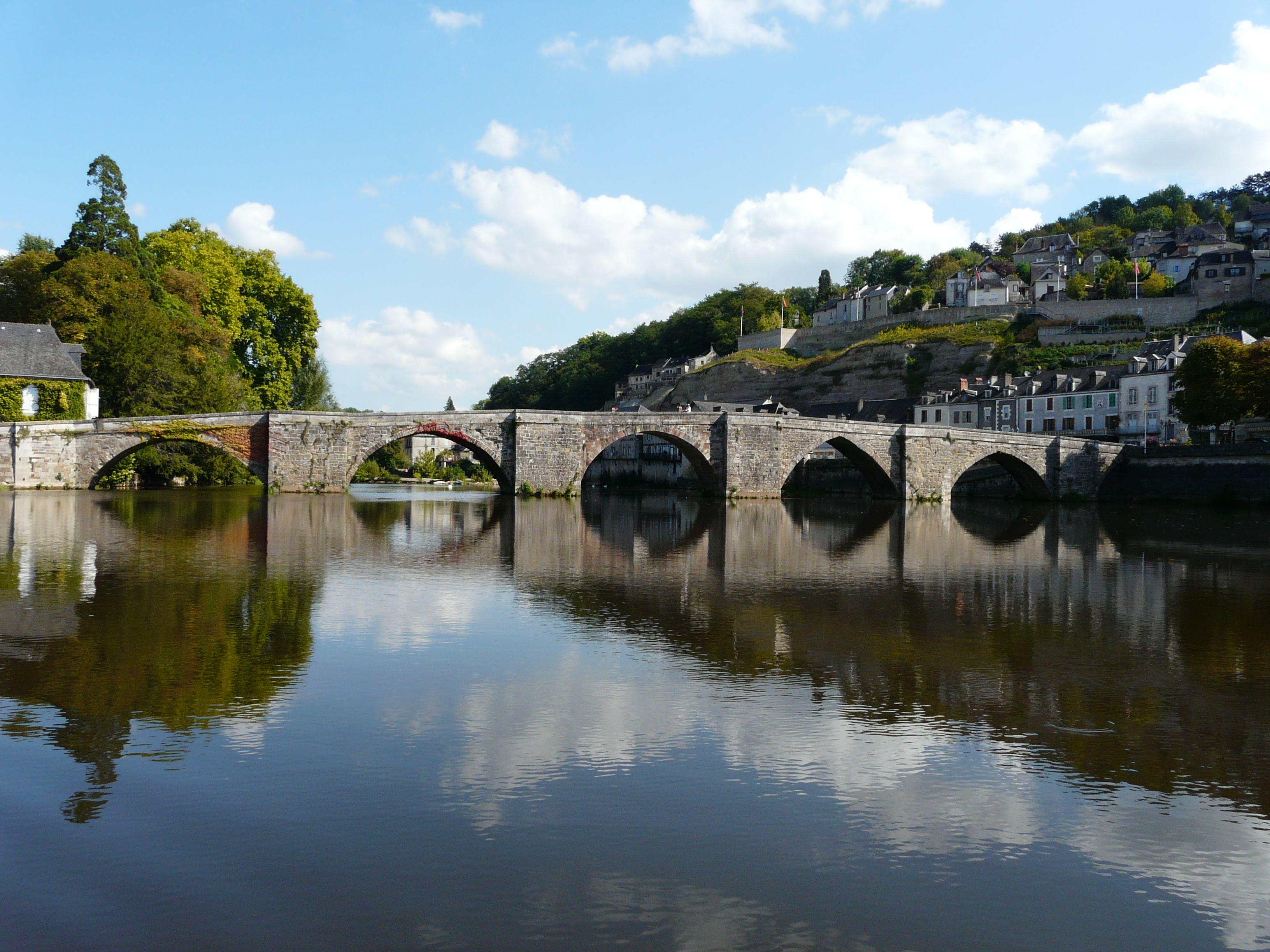
Le Vieux pont sur la Vézère.
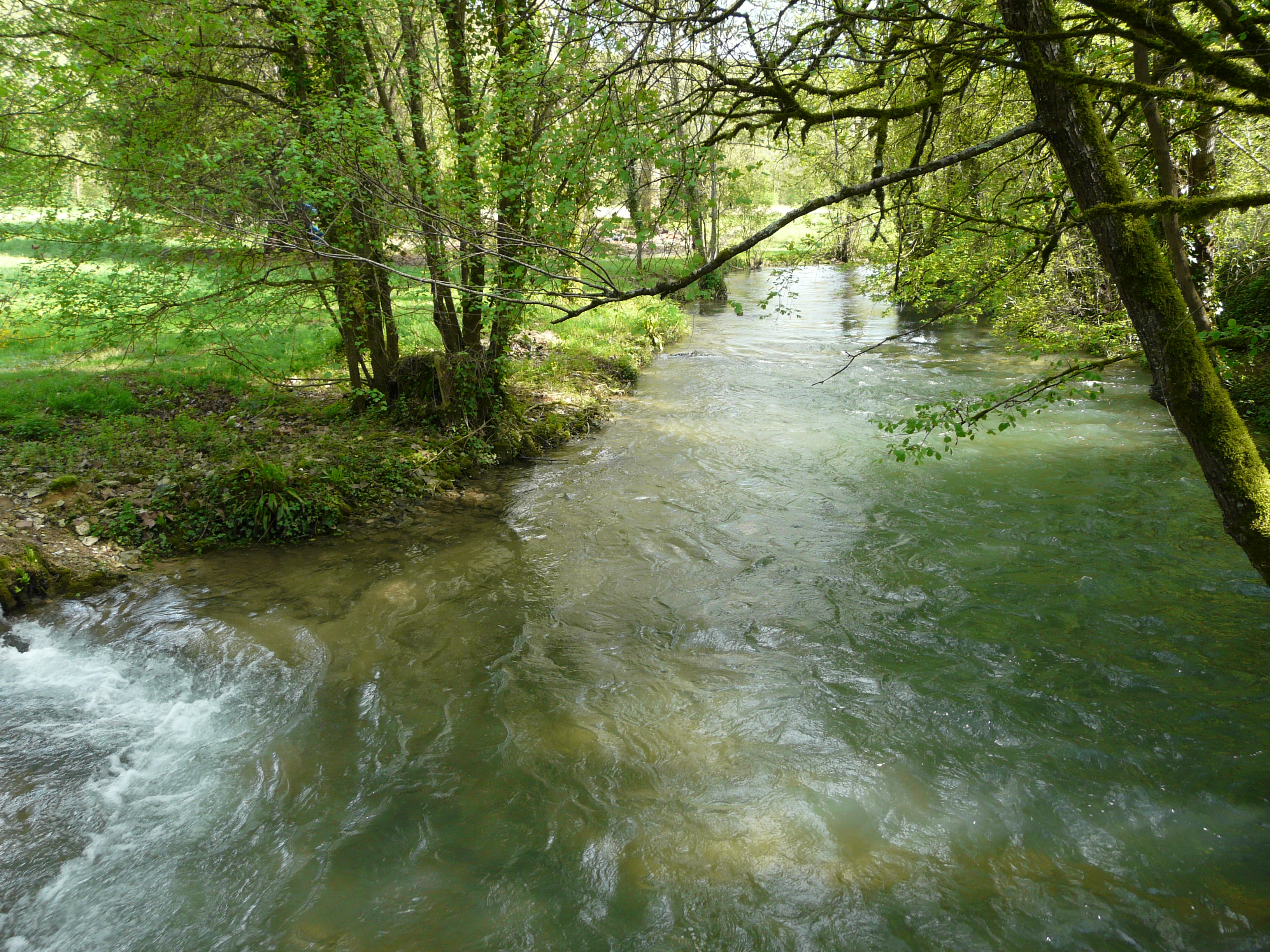
Le Coly au niveau du pont de Bouch.
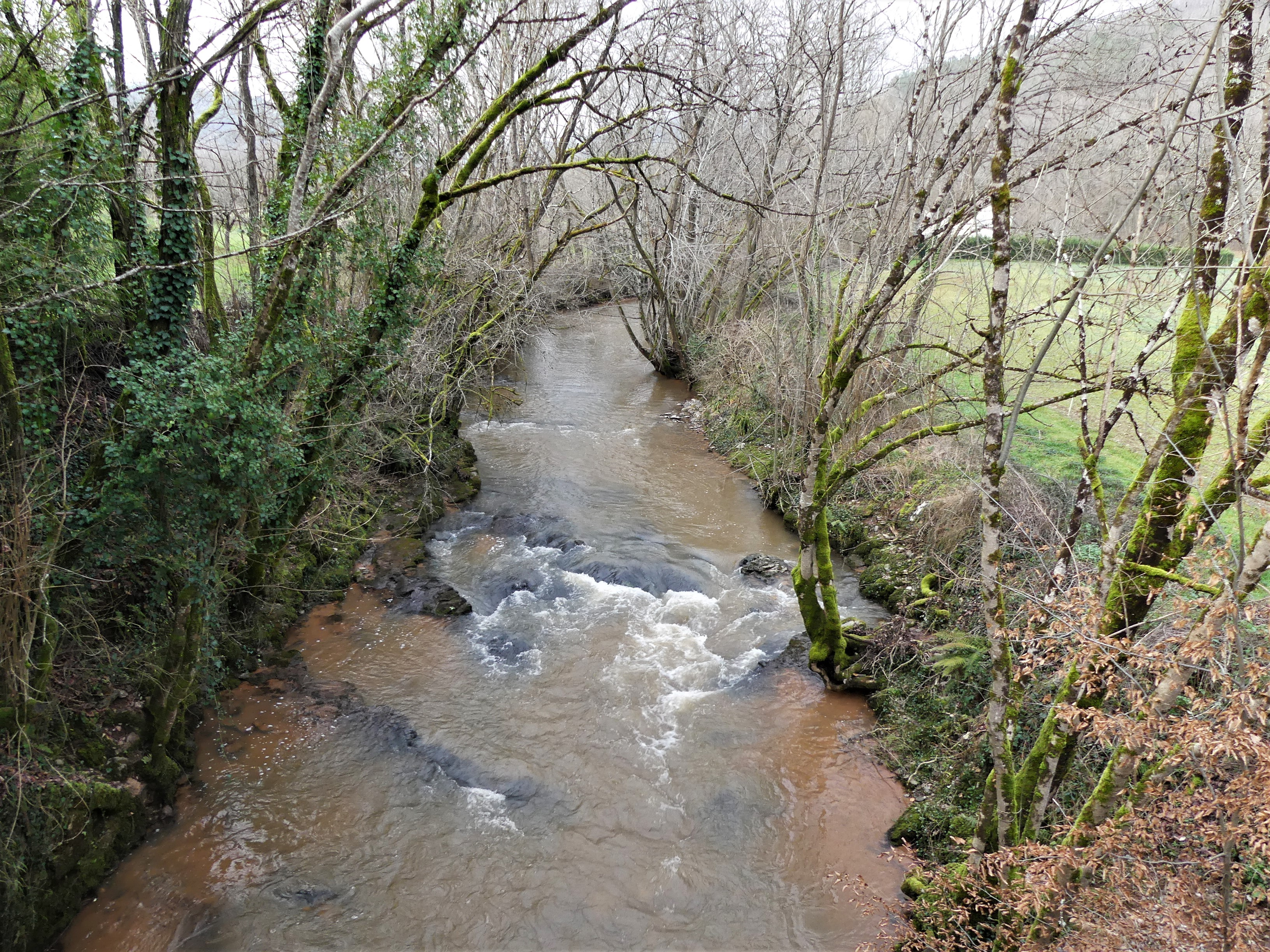
L'Elle au pont entre Charpenet et Lavilledieu.
Réseaux hydrographique et routier de Terrasson-Lavilledieu.

#### Gestion et qualité des eaux
Le territoire communal est couvert par le schéma d'aménagement et de gestion des eaux (SAGE) « Vézère-Corrèze ». Ce document de planification, dont le territoire regroupe les bassins versants de la Vézère et de la Corrèze, d'une superficie de 3 730 km2 est en cours d'élaboration. La structure porteuse de l'élaboration et de la mise en œuvre est le conseil départemental de la Corrèze. Il définit sur son territoire les objectifs généraux d’utilisation, de mise en valeur et de protection quantitative et qualitative des ressources en eau superficielle et souterraine, en respect des objectifs de qualité définis dans le troisième SDAGE  du Bassin Adour-Garonne qui couvre la période 2022-2027, approuvé le 10 mars 2022.
La qualité des eaux de baignade et des cours d’eau peut être consultée sur un site spécial géré par les agences de l’eau et l’Agence française pour la biodiversité.

### Climat
Pour des articles plus généraux, voir Climat de la Nouvelle-Aquitaine et Climat de la Dordogne.
Historiquement, la commune est exposée à un climat océanique aquitain.  
En 2020, Météo-France publie une typologie des climats de la France métropolitaine dans laquelle la commune est exposée à un climat océanique altéré et est dans la région climatique Ouest et nord-ouest du Massif Central, caractérisée par une pluviométrie annuelle de 900 à 1 500 mm, maximale en automne et en hiver.
Pour la période 1971-2000, la température annuelle moyenne est de 12,7 °C, avec  une amplitude thermique annuelle de 15,4 °C. Le cumul annuel moyen de précipitations est de 933 mm, avec 12,3 jours de précipitations en janvier et 7,3 jours en juillet. Pour la période 1991-2020, la température moyenne annuelle observée sur la station météorologique la plus proche, située sur la commune de Salignac-Eyvigues à 17 km à vol d'oiseau, est de 13,0 °C et le cumul annuel moyen de précipitations est de 907,1 mm,. Pour l'avenir, les paramètres climatiques de la commune estimés pour 2050 selon différents scénarios d’émission de gaz à effet de serre sont consultables sur un site dédié publié par Météo-France en novembre 2022.

## Urbanisme

### Typologie
Au 1er janvier 2024, Terrasson-Lavilledieu est catégorisée bourg rural, selon la nouvelle grille communale de densité à 7 niveaux définie par l'Insee en 2022.
Elle appartient à l'unité urbaine de Terrasson-Lavilledieu, une agglomération inter-départementale dont elle est ville-centre,. Par ailleurs la commune fait partie de l'aire d'attraction de Brive-la-Gaillarde, dont elle est une commune de la couronne,. Cette aire, qui regroupe 80 communes, est catégorisée dans les aires de 50 000 à moins de 200 000 habitants,.

### Occupation des sols
L'occupation des sols de la commune, telle qu'elle ressort de la base de données européenne d’occupation biophysique des sols Corine Land Cover (CLC), est marquée par l'importance des territoires agricoles (51,7 % en 2018), en diminution par rapport à 1990 (54,5 %). La répartition détaillée en 2018 est la suivante : 
forêts (37,2 %), zones agricoles hétérogènes (28,5 %), prairies (18,9 %), zones urbanisées (7,9 %), terres arables (4,3 %), zones industrielles ou commerciales et réseaux de communication (1,9 %), mines, décharges et chantiers (0,7 %), milieux à végétation arbustive et/ou herbacée (0,6 %). L'évolution de l’occupation des sols de la commune et de ses infrastructures peut être observée sur les différentes représentations cartographiques du territoire : la carte de Cassini (XVIIIe siècle), la carte d'état-major (1820-1866) et les cartes ou photos aériennes de l'IGN pour la période actuelle (1950 à aujourd'hui).

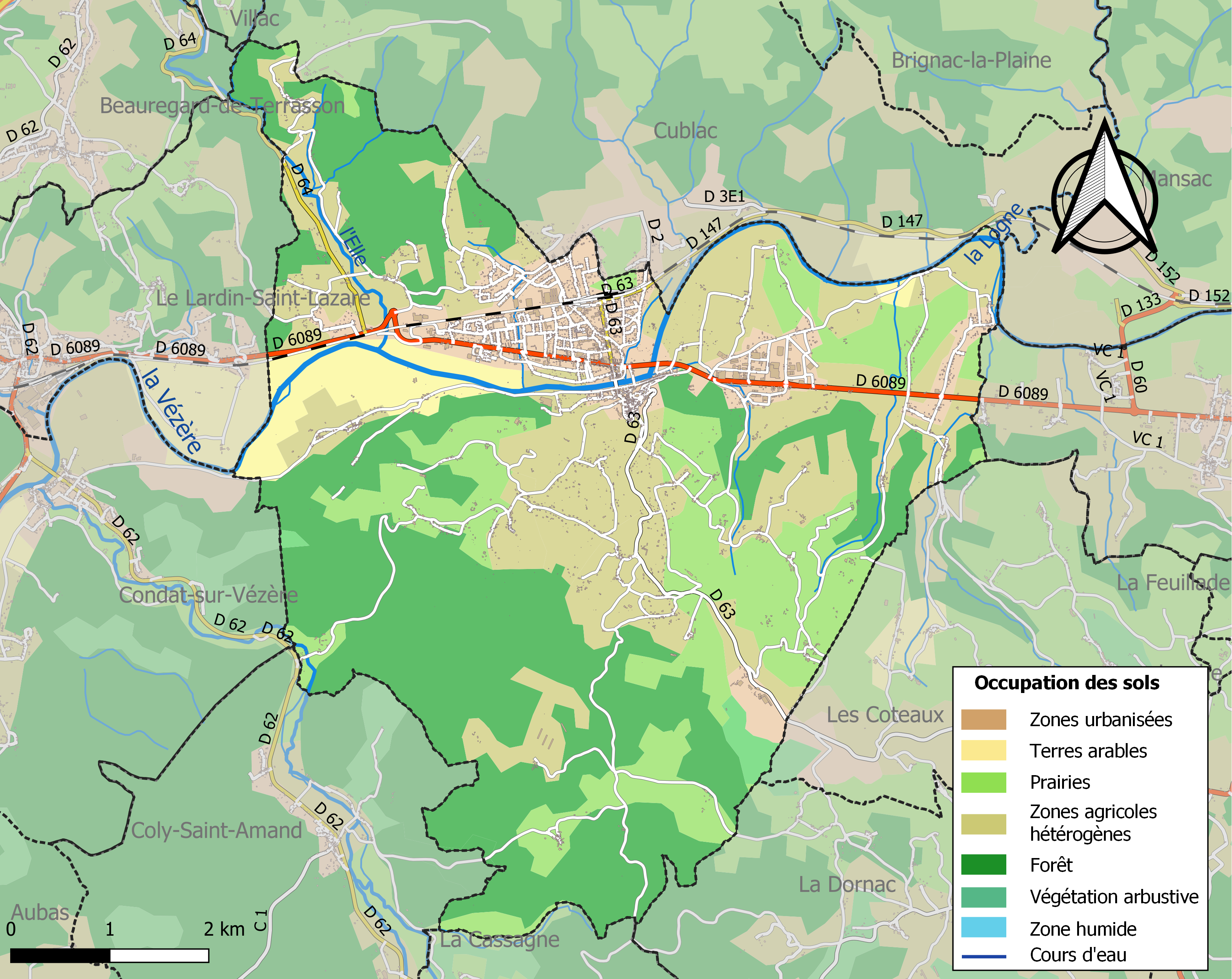
Carte des infrastructures et de l'occupation des sols de la commune en 2018 (CLC).

### Prévention des risques
Le territoire de la commune de Terrasson-Lavilledieu est vulnérable à différents aléas naturels : météorologiques (tempête, orage, neige, grand froid, canicule ou sécheresse), inondations, feux de forêts, mouvements de terrains et séisme (sismicité très faible). Il est également exposé à deux risques technologiques, le transport de matières dangereuses et la rupture d'un barrage, ainsi qu'à un risque particulier : le risque de radon. Un site publié par le BRGM permet d'évaluer simplement et rapidement les risques d'un bien localisé soit par son adresse soit par le numéro de sa parcelle.

#### Risques naturels
La commune fait partie du territoire à risques importants d'inondation (TRI) de Tulle-Brive, regroupant 20 communes concernées par un risque de débordement de la Corrèze et de la Vézère (17 dans la Corrèze et trois dans la Dordogne), un des 18 TRI qui ont été arrêtés fin 2012 sur le bassin Adour-Garonne. Des cartes des surfaces inondables ont été établies pour trois scénarios : fréquent (crue de temps de retour de 10 ans à 30 ans), moyen (temps de retour de 100 ans à 300 ans) et extrême (temps de retour de l'ordre de 1 000 ans, qui met en défaut tout système de protection). La commune a été reconnue en état de catastrophe naturelle au titre des dommages causés par les inondations et coulées de boue survenues en 1982, 1983, 1993, 1996, 2001 et 2011,. Le risque inondation est pris en compte dans l'aménagement du territoire de la commune par le biais du plan de prévention des risques inondation (PPRI) de la « vallée de la Vézère »  approuvé le 20 décembre 2000, pour les crues de la Vézère. La crue historique la plus forte sur le secteur du PPRI pour laquelle des informations sont disponibles est la crue d’octobre 1960. Le débit de pointe de cette crue a été défini à 1 360 m3/s à Montignac, soit une période de retour d’environ 250 ans,.
Terrasson-Lavilledieu est exposée au risque de feu de forêt. L’arrêté préfectoral du 14 mars 2013 fixe les conditions de pratique des incinérations et de brûlage dans un objectif de réduire le risque de départs d’incendie. À ce titre, des périodes sont déterminées : interdiction totale du 15 février au 15 mai et du 15 juin au 15 octobre, utilisation réglementée du 16 mai au 14 juin et du 16 octobre au 14 février. En septembre 2020, un plan inter-départemental de protection des forêts contre les incendies (PidPFCI) a été adopté pour la période 2019-2029,.

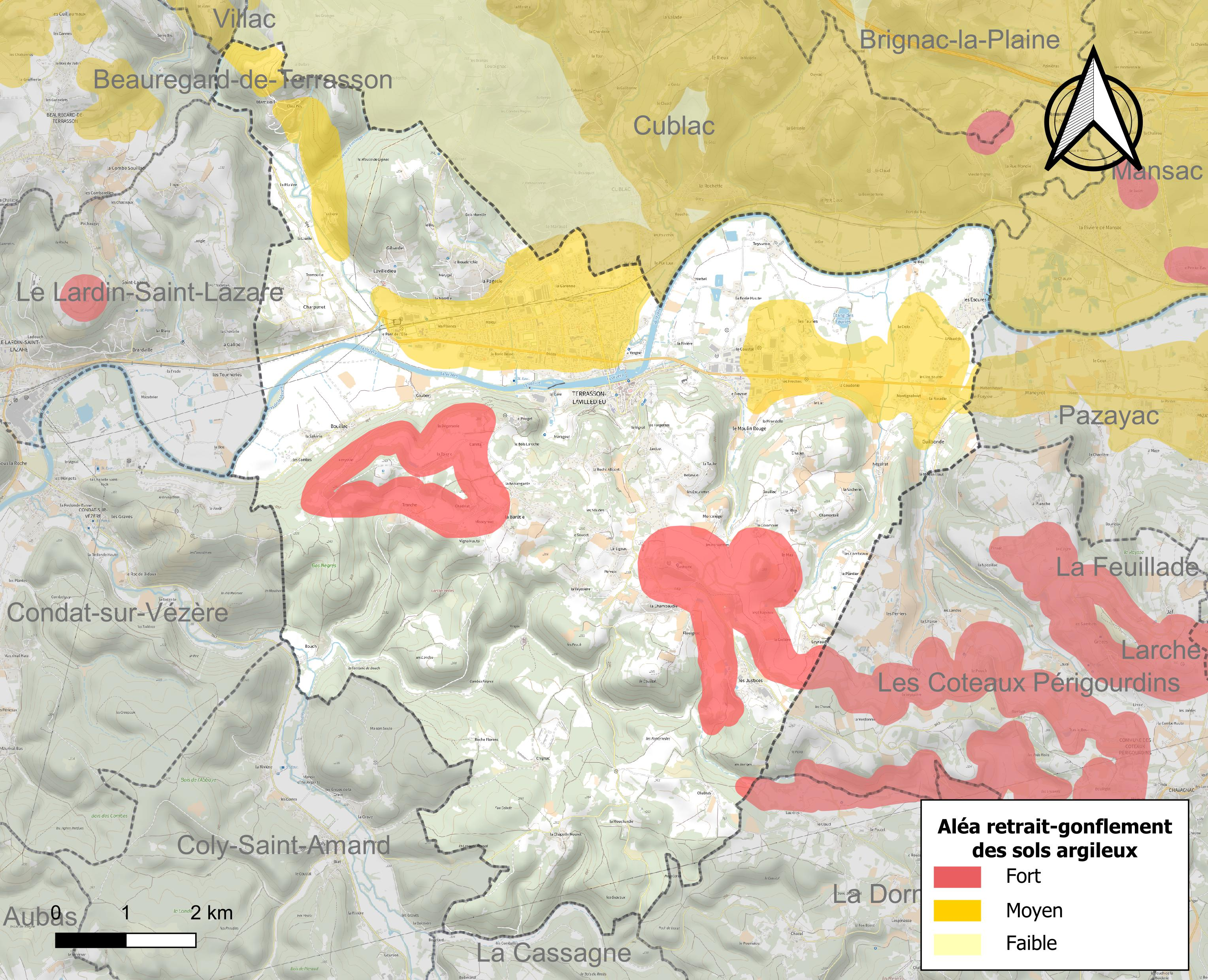
Carte des zones d'aléa retrait-gonflement des sols argileux de Terrasson-Lavilledieu.

Les mouvements de terrains susceptibles de se produire sur la commune sont des tassements différentiels. Le retrait-gonflement des sols argileux est susceptible d'engendrer des dommages importants aux bâtiments en cas d’alternance de périodes de sécheresse et de pluie. 23,5 % de la superficie communale est en aléa moyen ou fort (58,6 % au niveau départemental et 48,5 % au niveau national métropolitain). Depuis le 1er octobre 2020, en application de la loi ÉLAN, différentes contraintes s'imposent aux vendeurs, maîtres d'ouvrages ou constructeurs de biens situés dans une zone classée en aléa moyen ou fort,.
La commune a été reconnue en état de catastrophe naturelle au titre des dommages causés par la sécheresse, en 1989, 1992, 2018 et 2019 et par des mouvements de terrain en 1993 et 1999.

#### Risque technologique
La commune est en outre située en aval du barrage de Monceaux-la-Virolle, un ouvrage de classe A situé dans le département de la Corrèze et faisant l'objet d'un PPI depuis 2009. À ce titre, elle est susceptible d’être touchée par l’onde de submersion consécutive à la rupture d'un de ces ouvrages.

#### Risque particulier
Dans plusieurs parties du territoire national, le radon, accumulé dans certains logements ou autres locaux, peut constituer une source significative d’exposition de la population aux rayonnements ionisants. Selon la classification de 2018, la commune de Terrasson-Lavilledieu est classée en zone 3, à savoir zone à potentiel radon significatif.

## Toponymie
En occitan, la commune porte le nom de Terrasson e la Vila Diu.
Au regard des cartes de Cassini représentant la France entre 1756 et 1789, Terrasson et la Ville Dieu étaient deux sites bien distincts séparés par la Vézère et distants d'environ trois kilomètres. La fusion de ces deux communes date de 1963 prenant ainsi la dénomination de Terrasson-la-Villedieu, corrigée en 1997 en Terrasson-Lavilledieu. La toponymie doit ainsi prendre en compte deux sites différents avec leur propre origine pour comprendre l'histoire du lieu.
Jadis, Terrasson s'intitulait Genouillac avec la trace d'une villa romaine importante du nom de Genouillacum. Sa dénomination actuelle n'est apparue que progressivement au XIe siècle, durant la période de la féodalité avec ses seigneurs locaux. La place de Genouillac, anciennement place du Foirail, au centre de Terrasson-Lavilledieu, fait référence à ce nom d'origine que l'on trouve en application jusqu'à la fin du haut Moyen Âge.
En occitan ou en catalan terrasson est un diminutif de terrassa, terrain en surplomb correspondant à une terrasse. La topologie du lieu-même fait état d'un site d'une même altitude partant de la partie haute de Terrasson jusqu'au château du Fraysse, l'ensemble dominant ainsi la vallée de la Vézère d'est en ouest. Les habitants des lieux-dits « terrassa » ou « terrasse » sont généralement appelés des terrassenc ou des terrassons, ce qui pourrait expliquer qu'au moment de l'implantation au XIe siècle d'un castrum dit « de Terrazo » sur les hauteurs de Genouillac, ses habitants puissent en prendre le nom se prononçant terrassun (terrassonne), étymologie du nom des seigneurs du lieu, étymologie retrouvée dans les nombreux cartulaires d'abbaye de la région. Aussi, il n'est pas impossible qu'une famille originaire de Terrassa en Catalogne en ait apporté le nom, Toulouse ayant été la capitale du royaume des Wisigoths durant trois siècles, et avec l'invasion des arabes en 711, cette famille aurait fui l'Espagne pour des contrées plus paisibles. L'histoire fait état de liens avec les comtes de Toulouse ainsi qu'avec l'abbé Oliva, issu de la noblesse catalane et fondateur de l'abbaye de Montserrat, où il a été retrouvé en date de 1046 dans son rotulus une citation de l'abbaye de Saint-Amand-de-Coly, cette dernière dépendant de l'abbaye de Saint-Sore à Genouillac avec ses seigneurs locaux, les comtors de Terrazo.
Une autre version s’appuyant sur une légende du début du haut Moyen Âge interprète que l'origine du nom de la ville proviendrait, selon la tradition bénédictine, d'un lâcher de deux colombes décidant du lieu sacré pour y élever et bâtir un monastère, là où elles se poseraient à terre ; quand elles se sont posées, les assistants crièrent : Terra sunt « elles sont à terre, elles sont sur la terre sacrée » ce qui aurait apporté ce nom à la ville... 400 ans plus tard !  De manière assez triviale, et surtout moins légendaire, Terrasson pourrait désigner en ancien français un ter ou tier, c'est-à-dire une petite montagne, un tertre ou une colline, qualifié par l'adverbe asson signifiant « au sommet, au bout de la montée », du verbe assommer, dans le sens second de « monter au faîte, au sommet ». Toutefois, le terme toponymique proviendrait de l'évolution locale d'un mot gaulois signifiant « au sommet de la colline ou du tertre », romanisé avant le Ier siècle de notre ère.
Le lieu-dit « La Ville Dieu » prend son origine au-delà de la rive droite de la Vézère, cette dénomination est très courante pour désigner durant l'époque médiévale un domaine exclusivement religieux, voir une commanderie hospitalière en lien avec les Templiers très implantés dans la région au XIIe siècle. À ce jour, il reste un petit village à proximité d'un cours d'eau, l'Elle, avec une église très ancienne ainsi que son cimetière et probablement une commanderie aménagée en résidence. Les cartes actuelles localisent parfaitement ce lieu.
L'étymon sour semble proche de l'ancien français sovrin, signifiant à la fois en un sens la situation concrète « haut placée, élevée, au sommet » et aussi au sens moral et figuré « quelqu'un qui est au sommet d'une sagesse, d'un art, d'une connaissance sacrée, et qui est ainsi digne de souveraineté spirituelle ». Les deux mots proviendraient du latin médiéval supranus, formé sur l'adverbe de lieu latin classique super, signifiant dessus. L'église originelle dédiée à sanctus Sorus ou saint Sour n'est peut-être qu'un sanctuaire déjà nommé à l'époque antique sanctus super(i)us c'est-à-dire un sanctuaire supérieur. Il ne peut que se placer sur une proéminence. Mais le mystère demeure car l'adverbe « au-dessus » implique en latin une question « au-dessus de quoi ? ». Trivialement, au-delà des artéfacts archéologiques, il s'agirait d'un lointain culte à la Terre-Mère, qui a bien sûr été identifiée à Dieu et à la divine Trinité par les moines bénédictins, toujours préoccupés de gommer ces antiques lieux de pèlerinage ou de culte, dont ils reprenaient paradoxalement avec une active rigueur la gestion après le VIIe siècle.
Les grottes voisines de saint Sours, admises comme un lieu profane supérieur, gardent une marque de pluriel rémanente en ancien français, qui indique, en dépit de possibles intercessions occasionnelles ou contrôlées, une nette et permanente séparation méfiante avec l'espace religieux officiel et singulier attribué à saint Sour. Ici la croyance en l'ours du calendrier qui hiberne ou sort pour renouveler le monde printanier, ou encore la lecture classique de l'anachorète ou saint homme des grottes désigné par le mot pseudo-gaulois « sour » proposé par les érudits aquitains se renforcent mutuellement. Ce n'est pas le cas de la fontaine saint Sour acceptée par tous, l'eau provenant d'une source, ou qui sourd d'une fontaine provenant du haut.

## Histoire
L’occupation du site remonterait à l’âge du bronze, période de la Protohistoire. En effet, plusieurs traces archéologiques telles que dolmens, grottes attestent de cette occupation ancienne. Par la suite, le site continue d’être habité aux différentes époques de notre histoire.

### Gaule romaine et période mérovingienne
La vie se développe à l’époque gallo-romaine : les vestiges d’une villa abandonnée, au hameau de Gaubert, à proximité de la Vézère ont été mis au jour. Une mosaïque et d’autres objets (fibules, ustensiles de cuisine…) retrouvés sur ce site sont aujourd’hui exposés au musée d'art et d'archéologie du Périgord, à Périgueux.
Les puissants souverains wisigoths dominent le pays à la fin du Ve siècle. Mais ils laissent s'imposer lentement l'hérésie arienne, qui dérange les autorités religieuses et parvient, par zèle, à faire déporter fidèles, prêtres et évêques résistants à l'assimilation. Ces troubles internes favorisent l'expansion subite des troupes franques du roi et chef de guerre Clovis, qui était autrefois facilement contenue sur le front ligérien. Le christianisme traditionnel est rétabli par les envahisseurs, mais longtemps les chrétiens trinitaires qui avaient dû se cacher dans les recoins reculés continuent à perpétuer leurs saintes retraites.
Selon l'hagiographie bénédictine de saint Sorus, rédigée à la hâte au XIe siècle, une communauté monastique, décrite aux environs de 550 à 585 comme érémitique et primitive, à laquelle le pauvre saint Sorus appartient, hante les grottes des rochers, aujourd'hui rochers Saint-Sour. Le pèlerinage aux rochers Saint-Sour, à Villedieu et à Pazayac était autrefois effectué de façon ordinaire aux vieilles Rogations, et exceptionnellement lors des graves sécheresses pour demander une pluie divine au Bon Dieu.
Le rédacteur, jeune moine ou ancien novice commis d'office, mais à l'humour ravageur, reconstitue une triplette trinitaire symbolique, comportant les saints auvergnats divaguant hors de leur réduit souterrain vers 585. Ces moines grossiers et hirsutes sont nommés Armand, Cyprien et Sorus. Le premier s'égare au loin et fonde le monastère Saint-Amand-de-Coly. Le second l'imite sans le savoir en fuyant et fonde le monastère Saint-Cyprien, également en Dordogne. Sorus, handicapé et abruti par la maladie, lent et même à l'agonie, ne peut installer son minuscule monastère qu'à Genouillac, c'est-à-dire sur la place du foirail actuel de Terrasson. Ce qui est probablement plus sûr, c'est que la zone de Genouillac ou les environs de ladite place du Foirail correspondaient alors à un cimetière gallo-romain, puis mérovingien. Les lieux de culte chrétiens associés à des anciens cimetières sont fréquents, ainsi saint Sorus au terme de sa vie chrétienne patronne ce lieu sacré avec un modeste sanctuaire, très visité mais ouvert à tous les vents et nullement protégé.
À la fin du VIIe siècle, un monastère est probablement créé à l'instigation de l'assemblée chrétienne du ban mérovingien récemment fondé. Il est confié à des moines gyrovagues de la mouvance trinitaire et dédié, peut-être plus tard, à saint Sour, vénérable patron tutélaire du lieu pour les habitants du ban qui le considèrent en outre comme un bonhomme thaumaturge et intercesseur efficace auprès du Christ pantocrator, régulateur de saisons et du climat. La vie religieuse du ban s’organise autour de cette fondation autonome, qui est probablement détruite ou interdite par les premiers maîtres pépinides, ancêtres des Carolingiens, après la conquête violente de Charles Martel, intervenant en Aquitaine à la suite de l'invasion surprise des Maures musulmans.

### Période carolingienne
Les soldats de Pépin le Bref qui a évincé non sans violence la dynastie ducale d'Aquitaine contrôlent la vallée de la Vézère en occupant le castrum de Terrassum, ils sont associés à quelques moines bénédictins qui se considèrent en missionnaires autorisés dans une région marquée par l'hérésie, soit à cause de la courte occupation ou influence par alliance des Maures diaboliques soit par le relâchement des mœurs.
Le monastère probablement détruit est remplacé par un centre bénédictin à la fin du VIIIe siècle, garant de l'ordre et de l'orthodoxie religieuse des Carolingiens, mais l'entité bénédictine enrichie entre en décadence au IXe siècle et l'autorité publique du duché-royaume d'Aquitaine instaure une restauration autoritaire sous l'égide de Cluny. L'abbaye locale de l'ordre de Cluny ne serait toutefois attestée qu'au début du XIe siècle. Ce serait cette autorité religieuse qui aurait fait rédiger les rares hagiographies locales dans son atelier-scriptorium.

### Période féodale

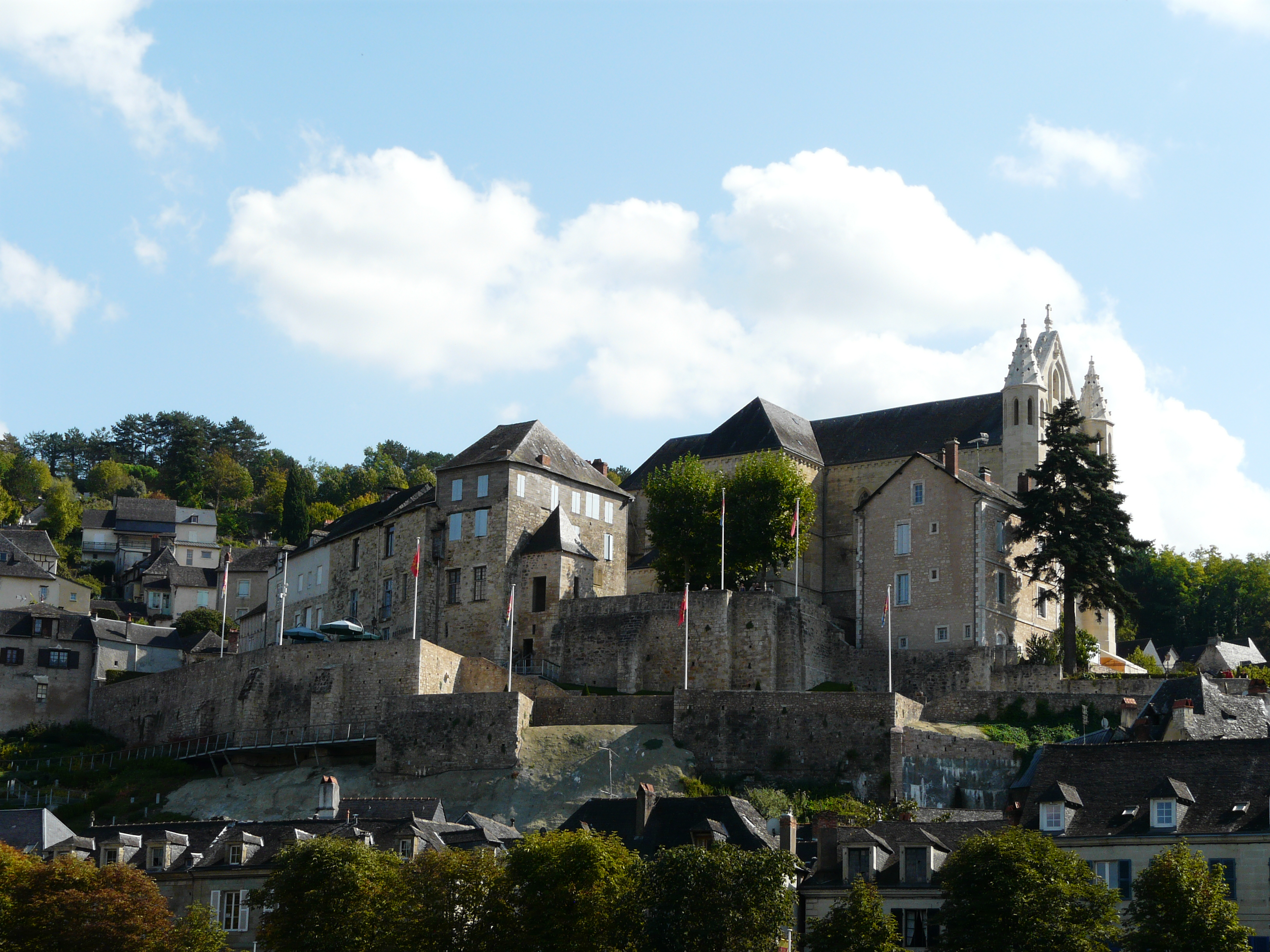
La vieille ville de Terrasson et son église.

Les cartulaires d'abbaye, notamment de Saint Amand de Coly, de Vigeois, d'Uzerche, de Tulle et de Roc-Amadour font état de la présence de plusieurs membres d'une famille seigneuriale les « Comtors de Terrazo » à Genouillac. Probablement originaires de Catalogne, les Terrazo alliés aux grands seigneurs de Ventadour, notamment avec les vicomtes de Turenne, auraient dominé la région quasiment deux siècles à partir du Xe siècle avec Frotaire de Terrazo, l'un des premiers seigneurs de Genouillac connu et notifié en l'an 954 sur divers cartulaires d'abbayes du Bas-Limousin et du Périgord. En fonction des documents, l'orthographe est soumise à des variantes comme Terrazum, Terracio, Terrasso, Terracione, Terrassone…, cette dernière donnant la bonne consonance phonétique. Cette famille aurait édifié un fief seigneurial à proximité de l'abbaye de Saint-Sour apportant ainsi leur nom au lieu et un appui militaire contre les tentatives de pillage d'envahisseurs ou pour se prémunir des convoitises de puissants seigneurs voisins. Les cartulaires attestent l'emplacement d'un « Castrum de Terrazo » situé à Genouillac ou à proximité de celui-ci, ce dernier évoluera plus tard, et par extension, sous la dénomination de « bourg de Terrazo » pour prendre l'orthographe usuelle de « Terrasson » connue jusqu'à ce jour. Cette famille a connu son apogée sur la région durant la deuxième partie du XIe siècle avec le mariage de Gerberge de Terrasson (1045-1103) avec Boson Ier de Turenne dont une des filles, Mathilde, deviendra duchesse de Bourgogne en épousant Hugues II. Les Terrasson quitteront progressivement leur fief en s'engageant activement dès les premières croisades en 1095 auprès de Raymond de Saint-Gilles, comte de Toulouse, pour définitivement disparaître du Périgord au milieu du XIIe siècle avec la domination des Anglais. On les retrouve en 1177, selon les archives du Pays d'Oc, dans la région de Carcassonne et de Montpellier, avec Raymond de Terrasson et son fils Jean, puis dans le procès de l'ordre du Temple à Paris en 1310 avec l'arrestation à Carcassonne de Pierre de Terrasson, chevalier du Temple.
Au XIVe siècle est apparue la famille Saint-Exupéry par mariage avec Marie Vigier du Fraysse, dernière du nom. Ce château du Fraysse, à 500 mètres de l'abbatiale de Terrasson, serait construit sur une réutilisation des vestiges d'une première construction datant du Moyen Âge, dont la façade est conservée en sous-sol, comme substruction du nouveau château. Un lieu-dit ancestral « le Fraysse » est mentionné sur la carte de Cassini à deux kilomètres à l'est du château. Est-il à l'origine du nom du château ou bien l'état du château était tellement délabré au début du XVIIIe siècle qu'il n'a pas été mentionné sur la carte ? Ce nom signifie frêne (en latin fraxinus) symbole de solidité puissante (ce bois servait à confectionner des hampes de lances). Le nom de cette famille Vigier prend son origine de l'ancien français « Voyer » qui désignait au XIIIe siècle l'officier de justice des chemins et des rues. Ce Voyer était donc seigneur et régissait les communications des voies d'accès à Terrasson. Un doute subsiste alors sur l'emplacement du « castrum de Terrazo » : se trouvait-il sur le lieu de l'abbatiale actuelle ou bien sur le lieu-dit du Fraysse d'où on pouvait apercevoir parfaitement la limite du Périgord avec le Limousin ?
À partir du XIe – XIIe siècle, un château seigneurial, à 200 mètres du cimetière actuel, s'édifiait ainsi à proximité de l'abbaye de Saint-Sour. La topographie permet de placer les sites à une même altitude de 120 mètres, la communication était donc aisée et permettait de surveiller aussi bien l'ouest, le nord et l'est. L'ensemble réuni formait alors un important lieu défensif contre des pillards ou des invasions extérieures. Ceci confirmerait la présence seigneuriale relatée par les cartulaires d'abbayes d'un château féodal construit et tenu par les comtors de Terrazo durant deux siècles.
Ceci étant dit, le site officiel de la ville fonde sa communication touristique d'après une légende du VIe siècle  qui, étrangement 400 ans plus tard, aurait influencé une nouvelle dénomination. Il ne fait aucun doute que l'interprétation de cette légende occulte toute la période médiévale de Terrasson avec ses seigneurs féodaux, vassaux de puissantes familles.

### Vie de l'abbaye
Durant toute la période, la popularité de saint Sour reste grande, au point que les bénédictins de l'ordre de Cluny organisent en grande pompe le transfert de ses reliques dans l'église de leur ensemble abbatial fortifié, qui comprend palais abbatial et couvent, sur le « castrum de Terrasson ». À partir de la fin du XIe siècle, le château et le couvent bénédictin sont placés définitivement sous l'invocation populaire de saint Sour. Il est vrai, que les puissants moines bénédictins avaient pris soin de refonder sur l'ancien sanctuaire (privé des saintes reliques) une petite église dédiée au saint martyr Julien de Brioude.
L'abbaye de Saint-Sour, filiale de Cluny, est désormais riche et prospère au début du XIIe siècle. Des habitants, souvent autant bons paysans qu'habiles artisans, vivent dans sa ville basse. Mais l'abbaye et le couvent Saint-Sorus doivent contribuer aux finances de son abbaye patronne, ainsi que d'autres de ses filiales en déclin. L'abbé et les moines, pour une fois alliés, complotent avec l'évêque de Périgueux pour s'émanciper de Cluny, jugée trop rigoriste ou gourmande en matière financière. L'abbaye Saint-Sour réussit enfin à se placer sous la tutelle du pape Alexandre III grâce à la bulle du 28 mai 1165. L'affranchissement partiel vis-à-vis de l'ordre de Cluny se justifie ainsi par l'autorité directe du pape, puis par défaut de l'évêque de Périgueux et bientôt du roi de France qui survient en 1229.
L'abbaye protégée par la royauté capétienne érige une église gothique. De 1317 jusqu'en 1792, la paroisse de Terrasson fait partie du diocèse de Sarlat.
L'abbaye et le monastère sont en partie dévastés par les épidémies de peste et les guerres, en particulier la guerre de Cent Ans, entre le milieu du XIVe et le XVe siècle. Vers 1350, les compagnies de soudards du prince anglais Édouard III pillent à plusieurs reprises l'ensemble abbatial du roi très chrétien rival, dont les fortifications sont lacunaires. Au XVe siècle, à la suite du refus des habitants paysans de payer les dîmes, le monastère bénédictin est à l'abandon.

### Renaissance et Temps modernes
Après 1490, une fois revenues les substantielles entrées dîmières, l'abbaye se restaure en gothique flamboyant sous l'autorité des seigneurs abbés Bertrand de Rouffignac (1491-1505) et de Bertrand Arnal de La Faye (1520-1540).
La navigation sur la Vézère, affluent de la Dordogne, reprend de l’importance au XVIe siècle: c’est le temps des gabares et autres embarcations à fond plat.
Pendant les violentes guerres de Religion, les troupes catholiques du duc d'Anjou, mises en déroute en juillet 1569, pillent par vengeance la ville soupçonnée de collusion avec les réformés et l'ensemble abbatial. Le 3 octobre 1569, l'amiral de Coligny laisse les troupes huguenotes incendier l'église gothique flamboyante, la voûte s'effondre sous la proie du feu, le tombeau de saint Sour est brisé et ses trésors sont pillés.
L'abbé Antoine le Sage (1595-1623) refait la voûte du chœur. Mais l'édifice n'est pas correctement entretenu dans la seconde partie du XVIIIe siècle. Vendu avec les biens nationaux, l'ensemble est en partie exploité comme carrière de pierres ou comme lieu de stockage, puis investi par de nouvelles maisons.

### Période contemporaine
Vers 1825, la vieille église Saint-Julien est rasée, de façon à laisser la place à une nouvelle église paroissiale. Elle intègre néanmoins une chapelle mortuaire avec un gisant contenant les dernières reliques de saint Sour, pieusement préservées par les habitants.
Au milieu du XIXe siècle, la ville bénéficie des progrès de la révolution industrielle. Dans le domaine des transports, le chemin de fer fait son apparition, de nouvelles routes sont aménagées, le pont Neuf est édifié. Ce progrès annonce la fin de la navigation traditionnelle. D’autre part, la découverte de plusieurs gisements de charbon, à proximité de la ville (Le Lardin, La Villedieu, Saint-Lazare) donne lieu à des centres d'exploitation, véritables embryons industriels. Plusieurs verreries s’installent à leurs voisinages. Avant 1870, Terrasson est déjà connue pour ses exploitations de houille et son commerce de truffes.
Fort de la richesse et de l'attention assidue des paroissiens de Terrasson à ses conférences savantes, dès les années 1850, le jeune vicaire Auguste B. Pergot s'efforce de préserver le portail gothique flamboyant, inséré dans les habitations, et qui reste le seul monument élevé de l'ensemble abbatial, à côté du vieux presbytère. Avec les dons cumulés de ses paroissiens, et l'appui technique et architectural de l'abbé Jean-Baptiste Chevalt, par ailleurs restaurateur reconnu de l'ensemble religieux de Rocamadour, le curé et chanoine bâtisseur entreprend de réédifier une église abbatiale Saint-Sour autant de ses rêves contemporains que de la fin du XVe siècle, l'édifice est finalement consacré le 21 mai 1889, puis promue église paroissiale en remplacement de la désormais trop vieille église Saint-Julien. En 1906, les restes des bâtiments abbatiaux qui n'étaient pas insérés dans la nouvelle église Saint-Sour sont détruits. Des places voisines sont également élargies pour conférer une majesté imposante à l'édifice néo-gothique.
À partir de l'armistice de juin 1940, le département est divisé en deux et Terrasson est en zone libre. À la suite du débarquement anglo-américain effectué le 8 novembre 1942 en Algérie et au Maroc, les Allemands envahissent la zone libre le 11 novembre, s'installent à Périgueux et Saint-Astier, et de nombreuses troupes traversent Terrasson pour s'installer à Brive.
La commune a été décorée de la croix de guerre 1939-1945 le 16 août 1949, distinction également attribuée à dix-huit autres communes de la Dordogne.
À la suite de la fusion des anciennes communes de Lavilledieu et de Terrasson en 1963, la commune a d'abord porté le nom de Terrasson-la-Villedieu qui a été changé en 1997 (décret du 22 décembre 1997, publié au Journal officiel du 24 décembre de la même année) en Terrasson-Lavilledieu.

## Politique et administration

### Rattachements administratifs
Dès 1790, la commune de Terrasson est le chef-lieu du canton de Terrasson qui dépend du district de Montignac jusqu'en 1795, date de suppression des districts. En 1801, le canton dépend de l'arrondissement de Sarlat (devenu l'arrondissement de Sarlat-la-Canéda en 1965). En 1963, la fusion des communes de Terrasson et de Lavilledieu entraine la modification du nom du canton pour « canton de Terrasson-la-Villedieu », renommé en « canton de Terrasson-Lavilledieu » en 1997.
Dans le cadre de la réforme de 2014 définie par le décret du 21 février 2014 et supprimant la moitié des cantons du département, la commune reste attachée au même canton, lequel devient plus étendu lors des élections départementales de mars 2015. La commune en est le bureau centralisateur.

### Intercommunalité
Fin 2003, Terrasson-Lavilledieu intègre la communauté de communes du Terrassonnais dont elle est le siège. Celle-ci est dissoute au 31 décembre 2013 et remplacée au 1er janvier 2014 par la communauté de communes du Terrassonnais en Périgord noir Thenon Hautefort dont elle est également le siège. Celle-ci est renommée en communauté de communes Terrassonnais Haut Périgord Noir en octobre 2021.

### Administration municipale
La population de la commune étant comprise entre 5 000 et 9 999 habitants au recensement de 2017, vingt-neuf conseillers municipaux ont été élus en 2020,.

### Liste des maires

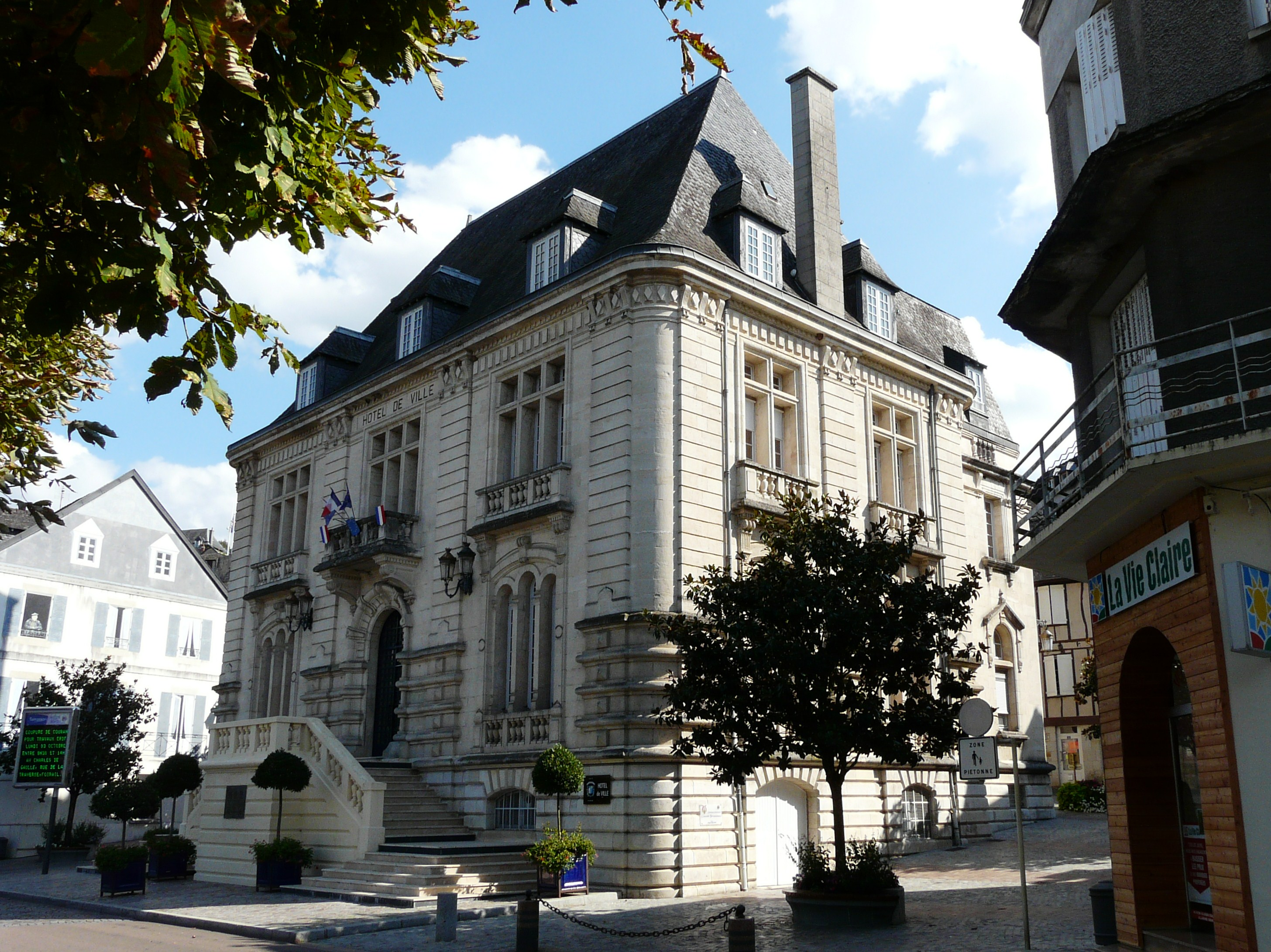
L'hôtel de ville.

| Période                                  | Période   | Identité        | Étiquette      | Qualité |
| ---------------------------------------- | --------- | --------------- | -------------- | --- |
| Les données manquantes sont à compléter. |           |                 |                | |
|                                          |           |                 |                | |
| 1903                                     | 1909      | Charles Feytaud |                | Médecin |
|                                          |           |                 |                | |
| 1953                                     | 1977      | Jean Rouby      | SFIO puis PS   | Entrepreneur Conseiller général du canton de Terrasson (1958-1982) Conseiller régional d'Aquitaine (1972-1979). |
| mars 1977                                | mars 1983 | Aubin Laramade  | PS             | Fonctionnaire                                                                                                   |
| mars 1983                                | mars 1989 | Edgard Bardagué | PCF            | Fonctionnaire, Conseiller général (1982-1988)                                                                   |
| mars 1989                                | mai 2020  | Pierre Delmon   | SE puis UMP-LR | Industriel |
| mai 2020                                 | En cours  | Jean Bousquet   | DVD            | Gérant de distribution de produits pétroliers                                                                   |

### Jumelages
- Wiesbaden-Bierstadt (Allemagne) depuis 1991
- Theux (Belgique) depuis 1994[66].
- De 1992 à 2006, un pacte d'amitié a uni Terrasson-Lavilledieu à Bodegraven, aux Pays-Bas[67].

### Politique environnementale
Dans son palmarès 2024, le Conseil national de villes et villages fleuris de France a attribué quatre fleurs à la commune.

## Équipements et services publics

### Enseignement
Selon le classement établi par l'Éducation nationale en 2022, le lycée public Antoine-de-Saint-Exupéry est considéré en 2021 comme « performant » aussi bien au bac général et technologique avec une réussite de 99 % qu'au bac professionnel avec 91 %.
En 2023, le Greta a ouvert un centre de formation pour adultes à Terrasson.

### Justice
En 2023, dans le domaine judiciaire, Terrasson-Lavilledieu relève : 
- du tribunal judiciaire, du tribunal pour enfants, du conseil de prud'hommes et du tribunal de commerce de Périgueux ;
- du pôle Nationalité du tribunal judiciaire de Périgueux (compétent uniquement dans le domaine de la nationalité) ;
- de la cour d'appel, du tribunal administratif et de la cour administrative d'appel de Bordeaux.

## Population et société

### Démographie
Les habitants de Terrasson-Lavilledieu sont appelés les Terrassonnais(es).
Jusqu'en 1962, les communes de La Villedieu et de Terrasson étaient indépendantes.

#### Démographie de Terrasson, puis de Terrasson-Lavilledieu
Le 1er janvier 1963, La Villedieu fusionne avec Terrasson, formant la nouvelle commune de Terrasson-la-Villedieu, renommée ensuite le 25 décembre 1997 en Terrasson-Lavilledieu.
L'évolution du nombre d'habitants est connue à travers les recensements de la population effectués dans la commune depuis 1793. Pour les communes de moins de 10 000 habitants, une enquête de recensement portant sur toute la population est réalisée tous les cinq ans, les populations de référence des années intermédiaires étant quant à elles estimées par interpolation ou extrapolation. Pour la commune, le premier recensement exhaustif entrant dans le cadre du nouveau dispositif a été réalisé en 2004.

En 2022, la commune comptait 6 262 habitants, en évolution de +1,85 % par rapport à 2016 (Dordogne : +0,37 %, France hors Mayotte : +2,11 %).
| 1793  | 1800  | 1806  | 1821  | 1831  | 1836  | 1841  | 1846  | 1851  |
| ----- | ----- | ----- | ----- | ----- | ----- | ----- | ----- | ----- |
| 2 398 | 2 969 | 2 880 | 2 709 | 2 935 | 2 945 | 2 893 | 3 095 | 3 220 |

| 1856  | 1861  | 1866  | 1872  | 1876  | 1881  | 1886  | 1891  | 1896  |
| ----- | ----- | ----- | ----- | ----- | ----- | ----- | ----- | ----- |
| 3 336 | 3 234 | 3 682 | 3 680 | 3 884 | 4 078 | 3 997 | 3 864 | 3 737 |

| 1901  | 1906  | 1911  | 1921  | 1926  | 1931  | 1936  | 1946  | 1954  |
| ----- | ----- | ----- | ----- | ----- | ----- | ----- | ----- | ----- |
| 3 627 | 3 572 | 3 794 | 3 413 | 3 570 | 3 510 | 3 657 | 3 751 | 3 684 |

| 1962  | 1968  | 1975  | 1982  | 1990  | 1999  | 2004  | 2006  | 2009  |
| ----- | ----- | ----- | ----- | ----- | ----- | ----- | ----- | ----- |
| 4 146 | 5 528 | 6 221 | 6 305 | 6 004 | 6 180 | 6 336 | 6 236 | 6 222 |

| 2014  | 2019  | 2022  | - | - | - | - | - | - |
| ----- | ----- | ----- | - | - | - | - | - | - |
| 6 186 | 6 266 | 6 262 | - | - | - | - | - | - |

#### L'agglomération et l'aire urbaine
En 1999, l'unité urbaine de Terrasson-Lavilledieu (l'agglomération) regroupait cinq communes : Cublac dans le département de la Corrèze, Terrasson-Lavilledieu, Beauregard-de-Terrasson, Condat-sur-Vézère, Le Lardin-Saint-Lazare en Dordogne, ce qui en faisait la troisième agglomération de Dordogne, derrière celles de Périgueux et de Bergerac.
En 2010, l'Insee en a séparé les trois communes de l'agglomération du Lardin-Saint-Lazare. De ce fait l'unité urbaine de Terrasson-Lavilledieu ne comprend plus que deux communes : Cublac et Terrasson-Lavilledieu, soit 7 897 habitants en 2017.
Elle s'étend le long de la Vézère et se rapproche progressivement de l'agglomération de Brive-la-Gaillarde en Corrèze, dont elle pourrait à terme faire partie intégrante. D'ailleurs, l'Insee considère déjà l'unité urbaine de Brive-la-Gaillarde comme interdépartementale, avec les communes de La Feuillade et Pazayac. Entre Pazayac et Terrasson, les deux agglomérations ne sont éloignées que d'environ cinq kilomètres et demi, en suivant la route départementale 6089.
L'aire urbaine de Terrasson-Lavilledieu s'étend sur les deux mêmes communes de Cublac et Terrasson-Lavilledieu.

### Cultes
Deux mosquées sont établies à Terrasson-Lavilledieu

### Sports et loisirs
- Centre culturel
- Club de BMX.
- Centre nautique, piscine, complexe sportif, stade, équitation. Après trois années de rénovation, la piscine municipale est inaugurée en juillet 2023[82].
- Bibliothèque, cinéma.
- Pêche, randonnée.
- Club de Tennis de Table ; l'ASTT Terrasson
- Club de rugby : Union Sportive Cublac-Terrasson (USCT)[83],[84].

### Manifestations culturelles et festivités
Le festival des Chemins de l'imaginaire consacré aux arts de la rue se tient sur trois jours au début de l'été (28e édition en 2018)

## Économie

### Emploi
L'emploi est analysé ci-dessous selon qu'il affecte les habitants de la commune ou qu'il est proposé sur le territoire de celle-ci.

#### L'emploi des habitants
En 2018, parmi la population communale comprise entre 15 et 64 ans, les actifs représentent 2 525 personnes, soit 40,5 % de la population municipale. Le nombre de chômeurs (515) a baissé par rapport à 2013 (544) et le taux de chômage de cette population active s'établit à 20,4 %.

#### L'emploi sur la commune
En 2018, la commune offre 2 800 emplois pour une population de 6 234 habitants. Le secteur tertiaire prédomine avec 45,0 % des emplois mais le secteur comprenant l'administration publique, l'enseignement, la santé et l'action sociale est également très présent avec 26,9 %.
Répartition des emplois par domaines d'activité
|                     | Agriculture, sylviculture ou pêche | Industrie | Construction | Commerce, transports et services | Administration publique, enseignement, santé, action sociale |
| ------------------- | ---------------------------------- | --------- | ------------ | -------------------------------- | ------------------------------------------------------------ |
| Nombre d'emplois    | 51                                 | 534       | 202          | 1 259                            | 754                                                          |
| Pourcentage         | 1,8 %                              | 19,1 %    | 7,2 %        | 45,0 %                           | 26,9 %                                                       |
| Source des données. |                                    |           |              |                                  |                                                              |

### Établissements
Fin 2018, la commune compte 254 établissements actifs employeurs, dont 154 au niveau des commerces, transports ou services, 33 relatifs au secteur administratif, à l'enseignement, à la santé ou à l'action sociale, 35 dans la construction, 25 dans l'industrie, et 7 dans l'agriculture, la sylviculture ou la pêche.

### Entreprises
Parmi les entreprises dont le siège social est en Dordogne, deux situées à Terrasson-Lavilledieu se classent parmi les cinquante premières quant au chiffre d'affaires hors taxes en 2015-2016 :
- Société d'outillage et de caoutchouc pour applications techniques (fabrication d'articles en caoutchouc) : 24e avec 34 792 k€ ;
- Les fermiers du Périgord (transformation et conservation de la viande de volaille) : 32e avec 31 462 k€.

Parmi les cinquante premières entreprises de chaque secteur économique dans le département, classées selon le chiffre d'affaires hors taxes en 2015-2016, on trouve implantées à Terrasson-Lavilledieu :
- dans l'industrie, deux entreprises[91], 
  - Société d'outillage et de caoutchouc pour applications techniques se classe 9e ;
  - Société périgourdine d'emballages métalliques (fabrication d'emballages métalliques légers), 24e avec 9 986 k€.
- dans le BTP, la SAS Lagarde & Laronze (construction de routes et autoroutes), 11e avec 6 553 k€[92] ;
- dans les services, deux entreprises[93],
  - Patrick logistique (transports routiers de fret de proximité), 18e avec 5 822 k€ ;
  - Adéquat 020 (activités des agences de travail temporaire), 36e avec 3 762 k€ ;
- dans l'agroalimentaire, trois entreprises[94],
  - Les fermiers du Périgord, 4e ;
  - Coopérative des éleveurs de palmipèdes prêts à gaver Corrèze Périgord (élevage de volailles), 27e avec 3 019 k€ ;
  - Établissement Jack Blanc (fabrication de plats préparés), 47e avec 1 288 k€.

La société Lhoist France Ouest (Groupe Lhoist) — anciennement Chaux du Périgord — exploite une carrière de calcaire et fabrique des chaux industrielles et agricoles sur le site des Justices.
L"entreprise Mondial Relay spécialisée en services de livraison de colis aux particuliers en points relais va construire à Terrasson un bâtiment d'environ 6 000 m2 qui emploiera 80 personnes en 2024. Elle va quitter le site de Brive-la-Gaillarde qui emploie 40 personnes en 2023, lesquelles seront transférées à Terrasson.

### Zones d'activité
La commune possède sur son territoire plusieurs zones d’activités spécifiques : la zone d'activité économiques et de services (ZAES) du Moulin rouge, la zone industrielle du Coutal et la zone commerciale du Coutal.
À terme, deux autres ZAES (Fauries 1 et Fauries 2) ainsi qu'une zone intercommunale d'activités industrielles et logistiques d'intérêt régional compléteront ce très important pôle économique du département.

### Lieux et monuments

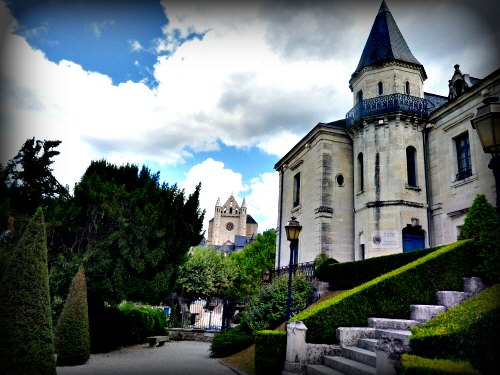
La tour du château Jeanne d'Arc et l'Abbaye Saint-Sour.

### Monnaie locale
Une monnaie locale, l'Aqui, a été lancée en avril 2018,.

## Culture locale et patrimoine

### Patrimoine historique
Terasson-Laviledieu possède nombreux monuments historiques : 
- La grotte préhistorique de Saint-Sours (ou grotte de Lachaud), site archéologique classé au titre des monuments historiques en 1948[99]
- Le château de l'Abbe
- Le château de Gaubert construit aux XVIe et XVIIe siècles sur un ancien repaire.
- Le château du Fraysse, XVIIe et XVIIIe siècles sur des bases médiévales, inscrit avec son jardin et sa terrasse au titre des monuments historiques en 2001[100]
- Le château de Montmège
- La tour du château Jeanne-d'Arc
- L'église abbatiale Saint-Sour[101] datant du XVe siècle, restaurée par l'abbé Jean-Baptiste Chevalt au XIXe siècle[102]. Saint Sour (Sorus) a créé un monastère au VIe siècle à la limite du Périgord et du Limousin, sur le site de Genouillac, au bord de la Vézère. L'abbaye, réformée aux IXe et XIe siècles, a alors été transférée dans le castrum de Terrasson, situé à proximité. L'église a été construite au Xe siècle, et les clés de voûte portent les armes de la famille de Rouffignac qui a donné deux abbés de 1491 à 1512 et de 1514 à 1520. L'église a été commencée par Bertrand de Rouffignac (1491-1505) et terminée par Bertrand de la Faye (1520-1540). En 1569, les guerres de religion ont entraîné des destructions d'une partie de l'église. Celle-ci a été restaurée en 1889, en particulier la nef qui a été voûtée et mise au même niveau que le chœur. Après une inscription partielle pour son portail occidental en 1952, l'église est inscrite en totalité au titre des monuments historiques en 2001[103].
- La chapelle Notre-Dame du Mouret remonte au XIIe siècle et a été modifiée ensuite du XIIIe au XVIe siècle. Elle est inscrite au titre des monuments historiques en 2001[104],[105].
- L'église romane de Lavilledieu, avec une cloche supposée carolingienne, classée comme objet au titre des monuments historiques[106].
- La ville ancienne avec sa maison Bouquier, du XVe ou XVIe siècle, inscrite au titre des monuments historiques en 1949[107], des sépultures mérovingiennes, la falaise du Malpas
- Le Pont vieux datant du XIIe siècle - XIVe siècle est classé au titre des monuments historiques en 1904[108].
- Le Pont Neuf entrepris en 1830 et ouvert à la circulation en 1833.

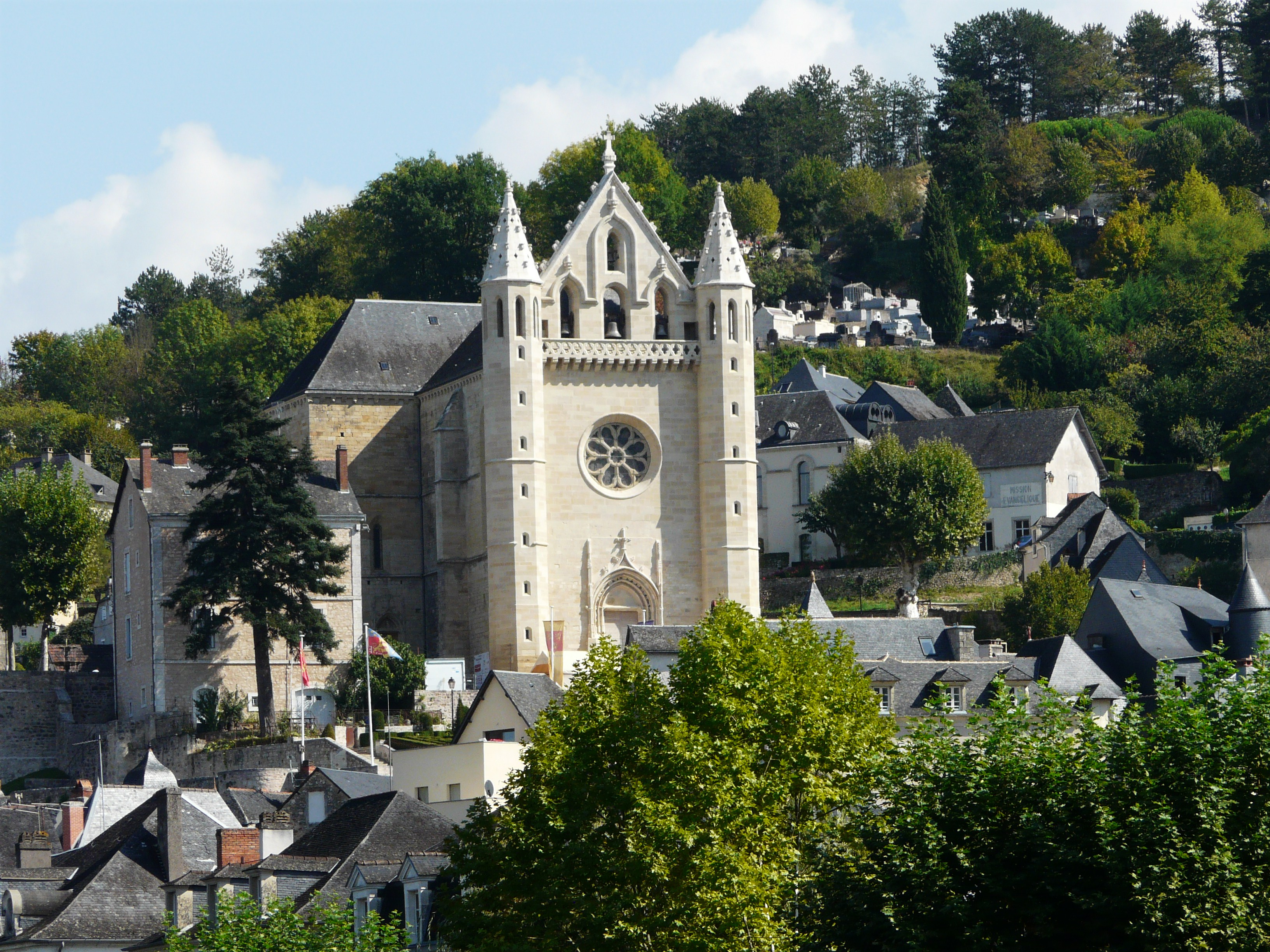
L'église Saint-Sour.
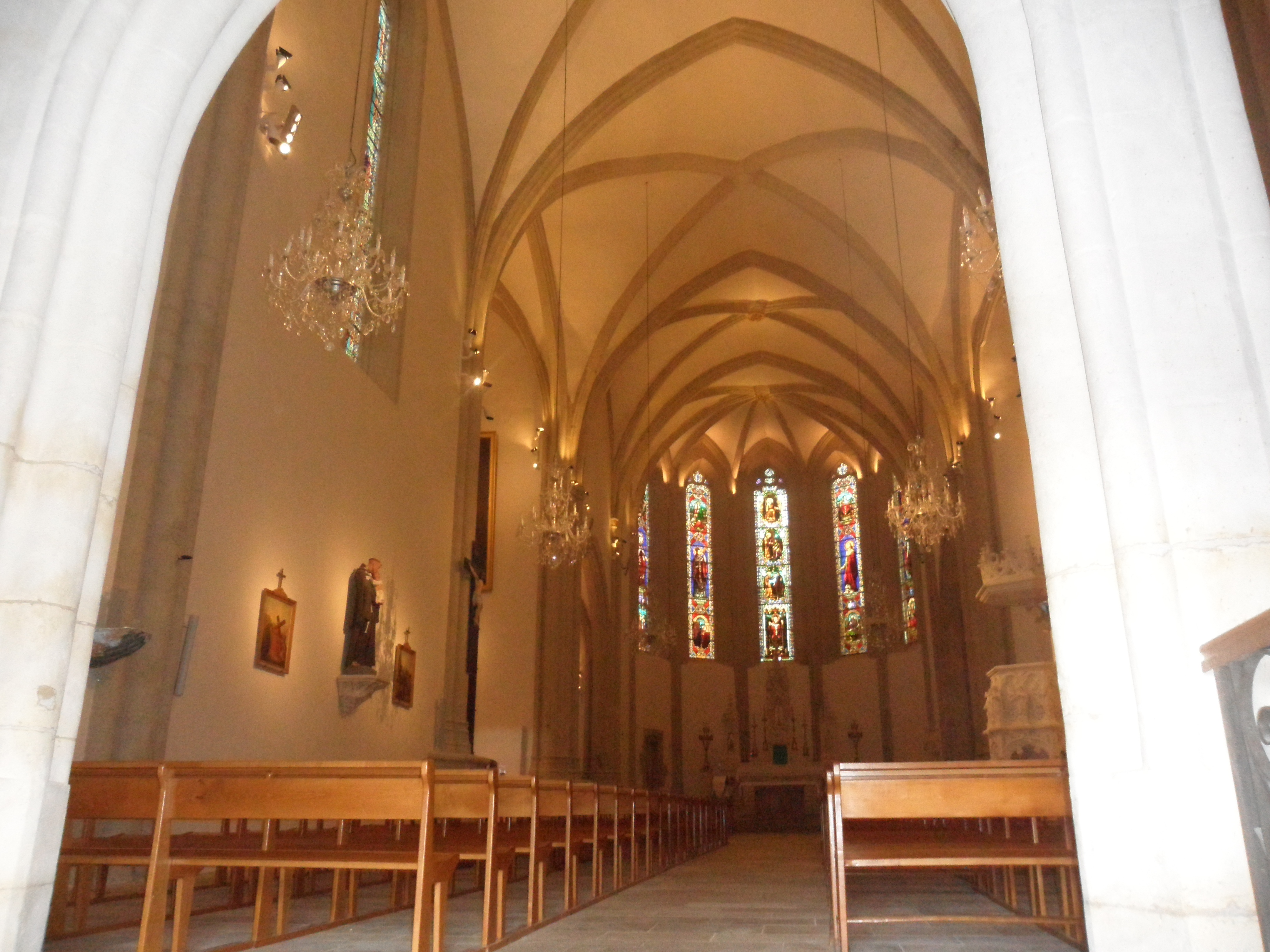
La nef de l'église.
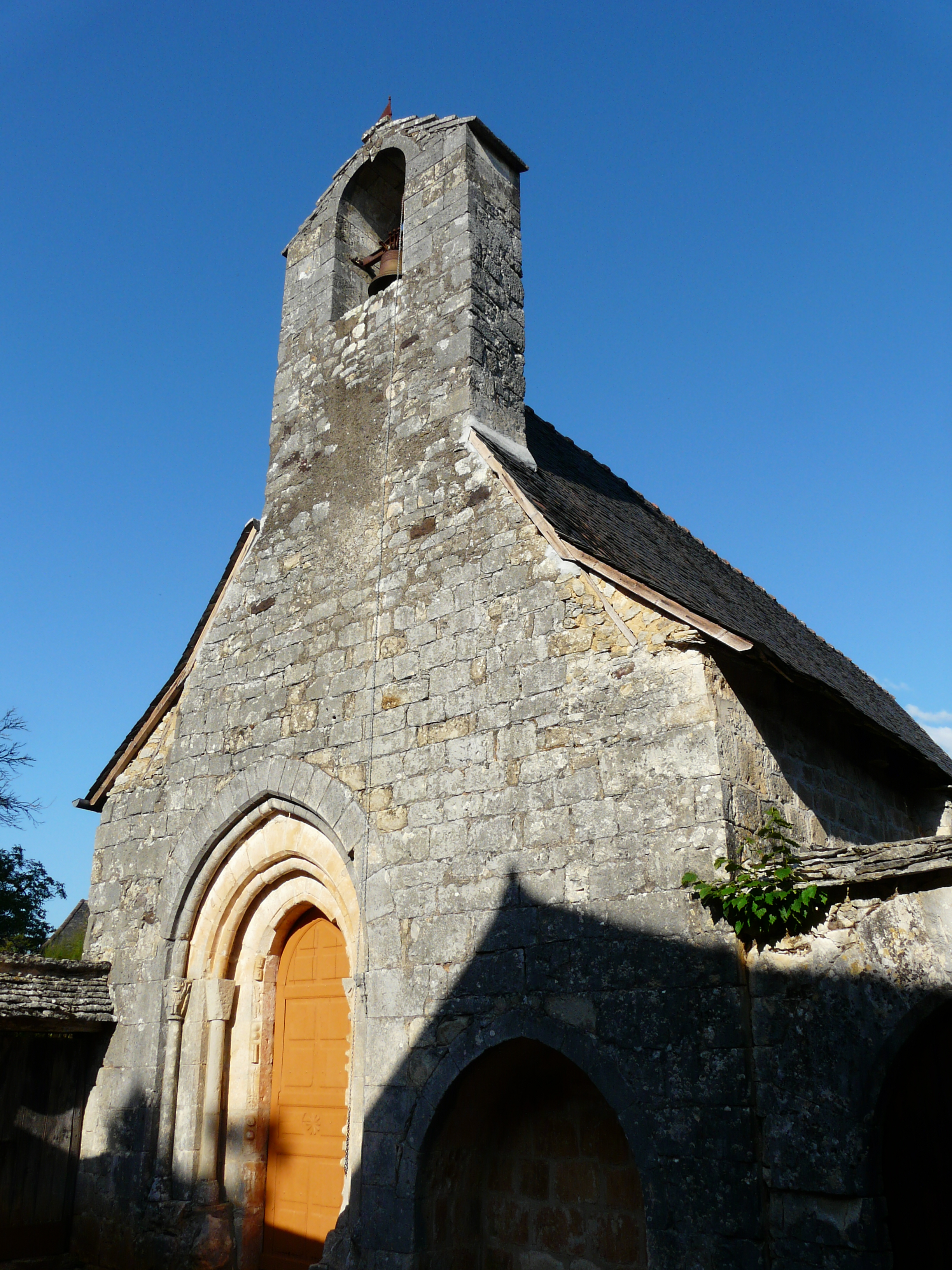
La chapelle Notre-Dame du Mouret.
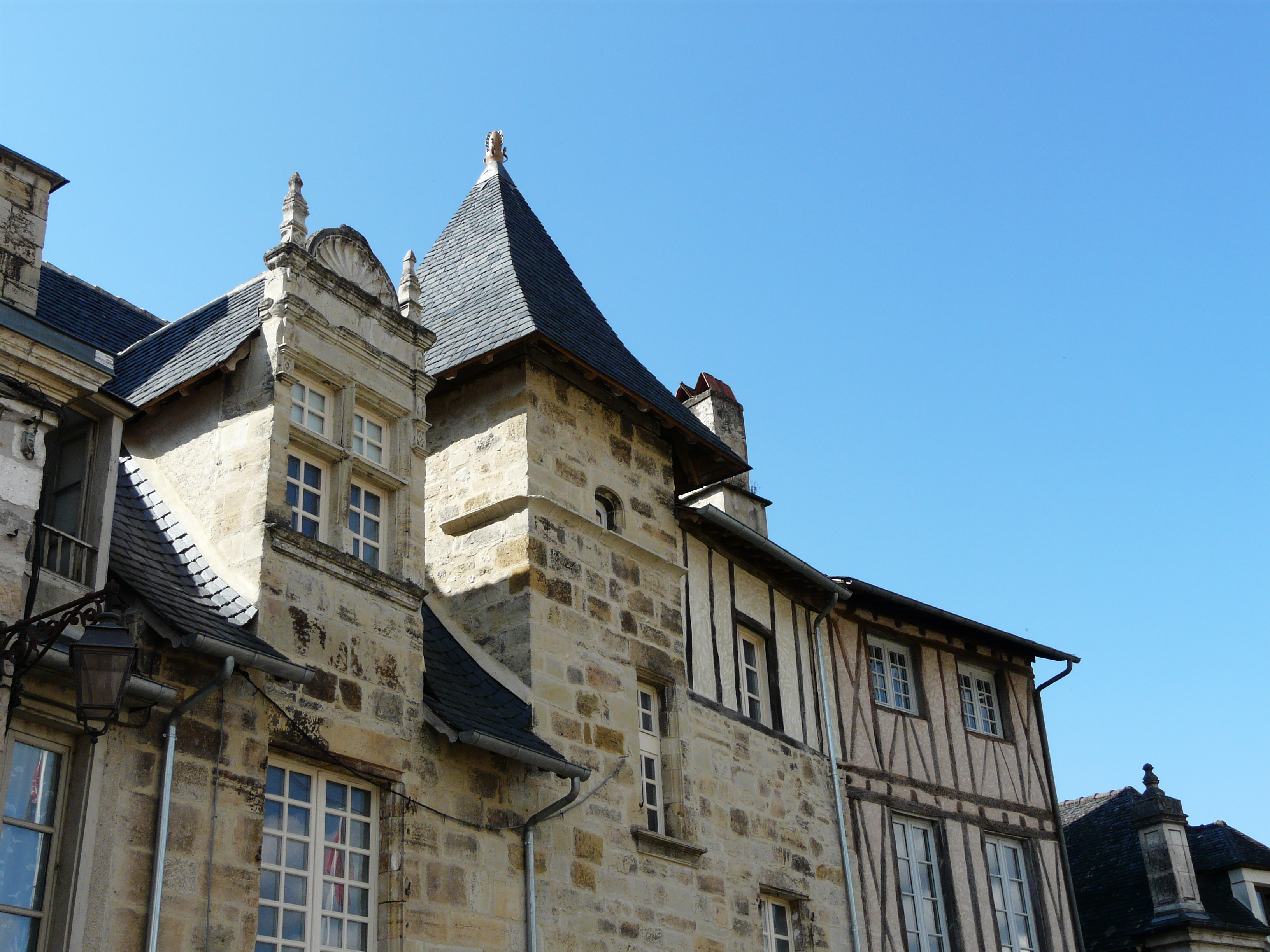
La maison Bouquier.
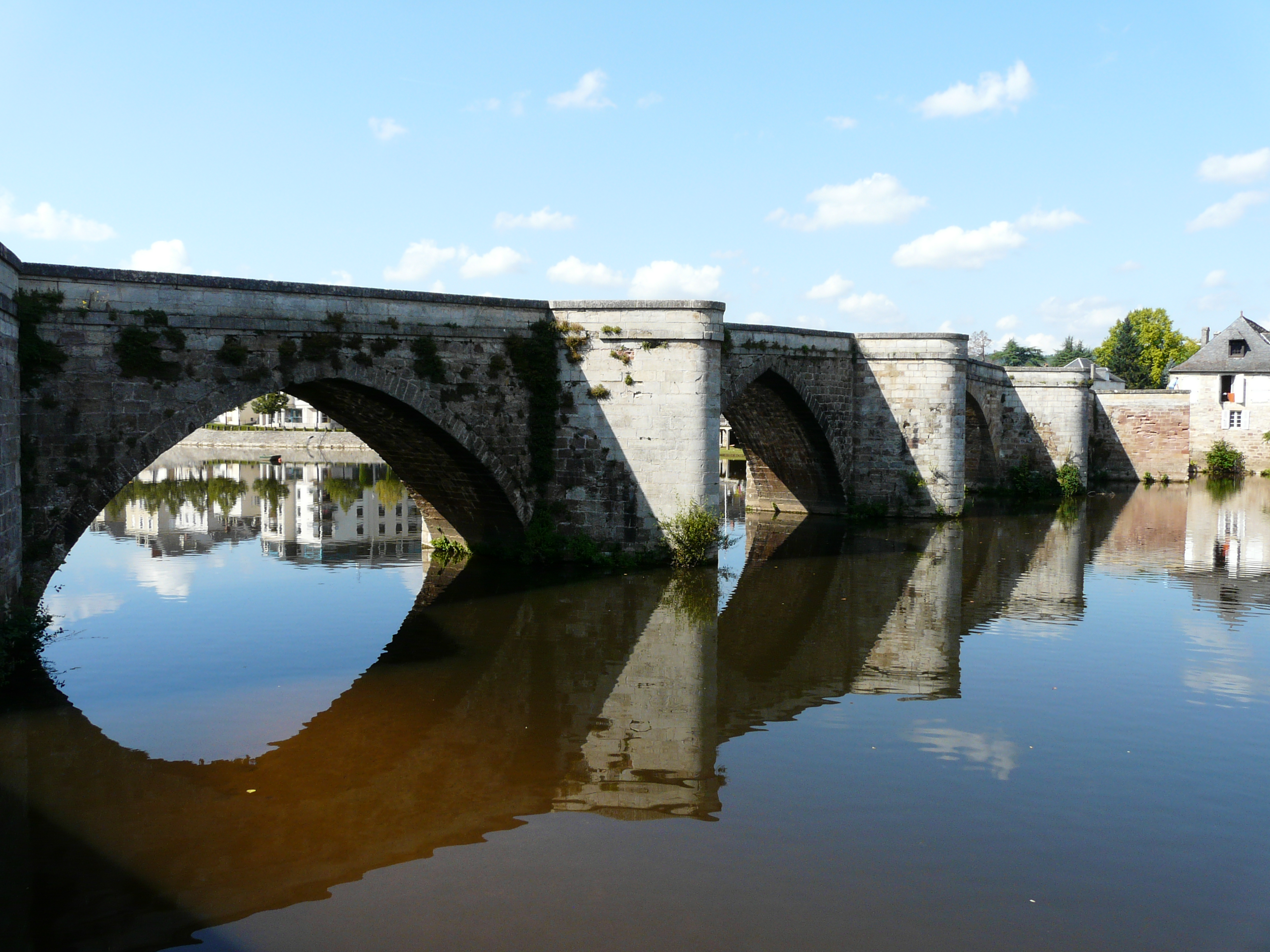
Le Vieux Pont.

- Les nombreuses fontaines qui jalonnent l'ancienne ville[109].

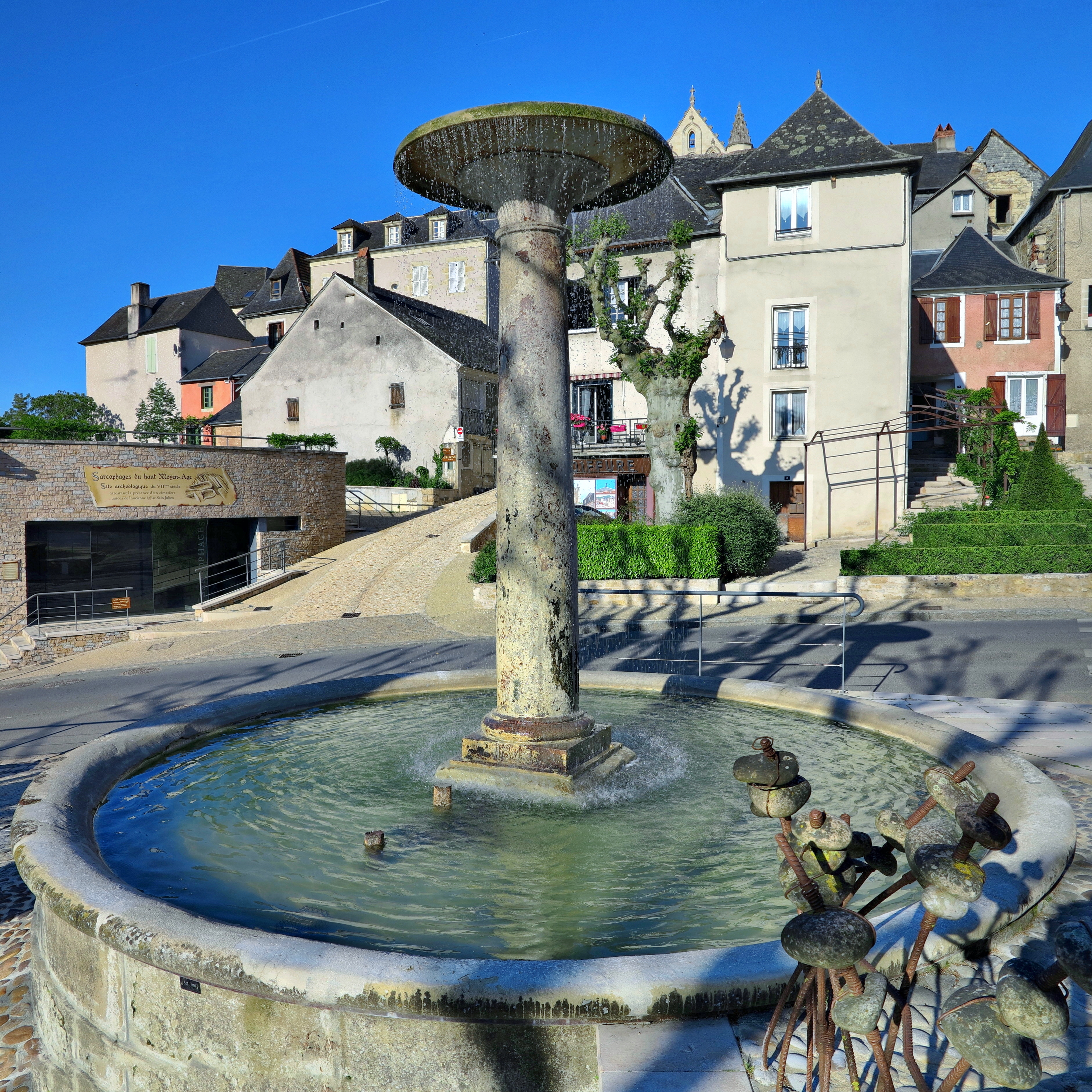
Fontaine Saint-Julien.
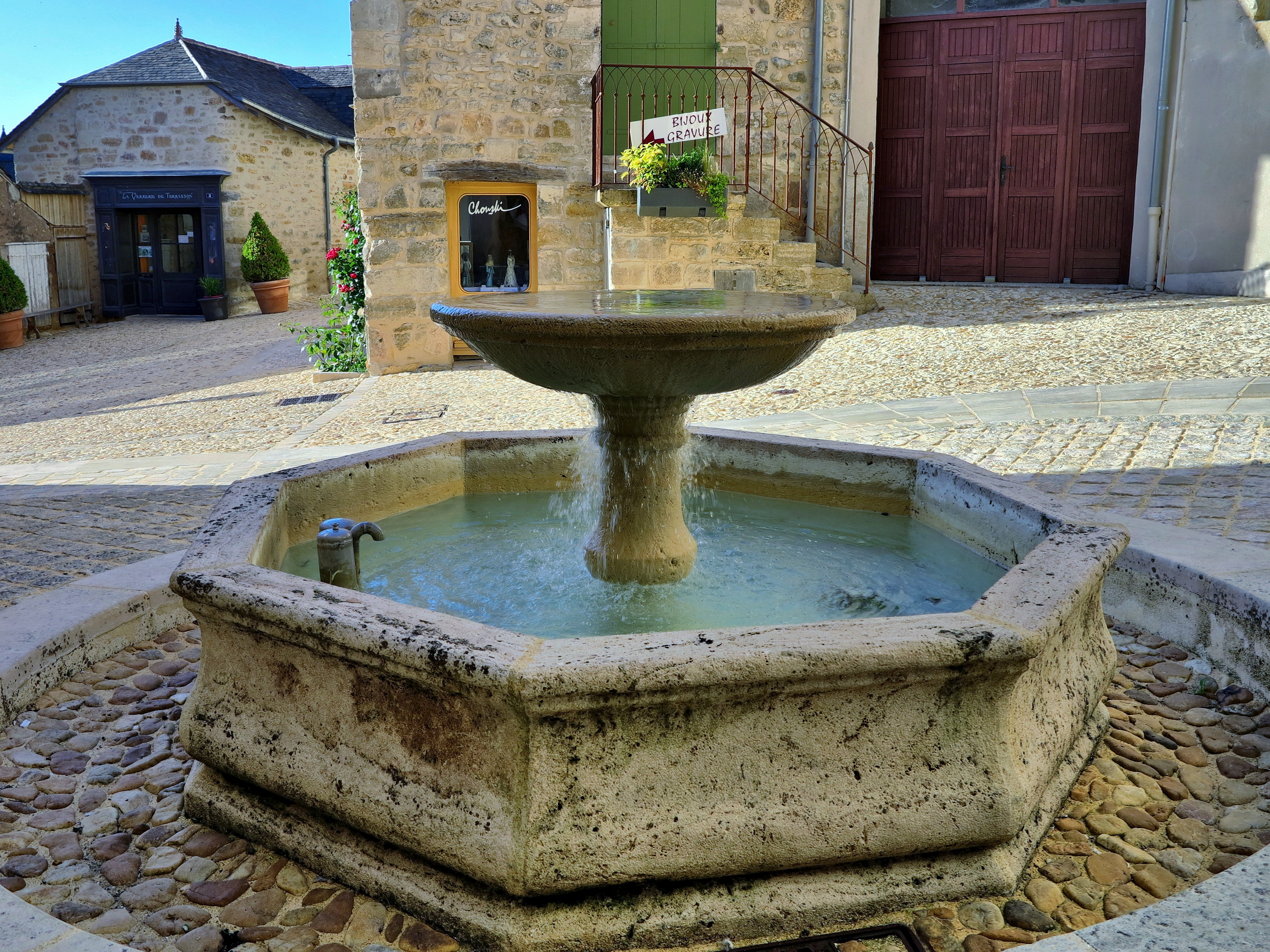
Fontaine de Guingois.
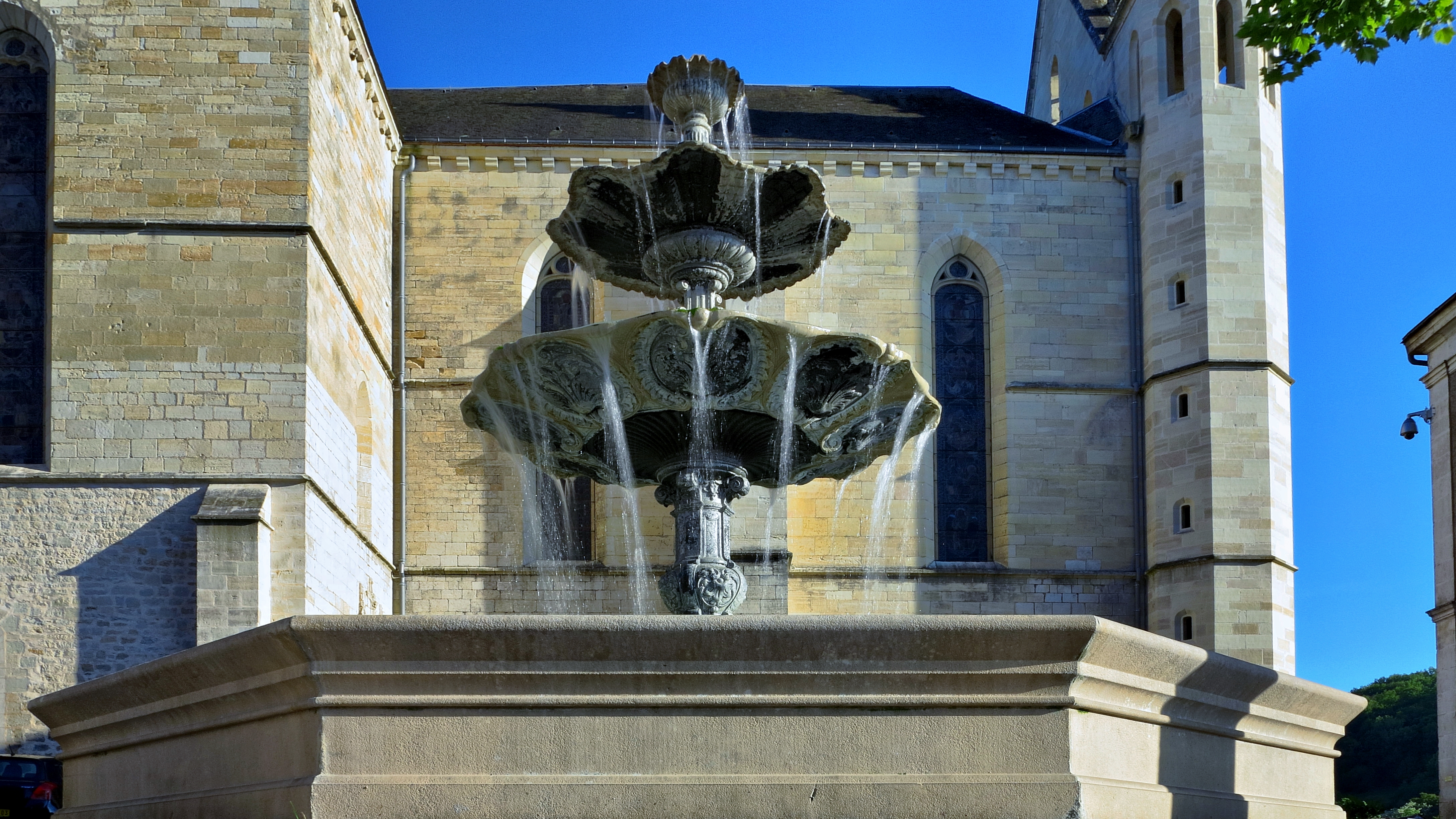
Fontaine de l'abbaye.
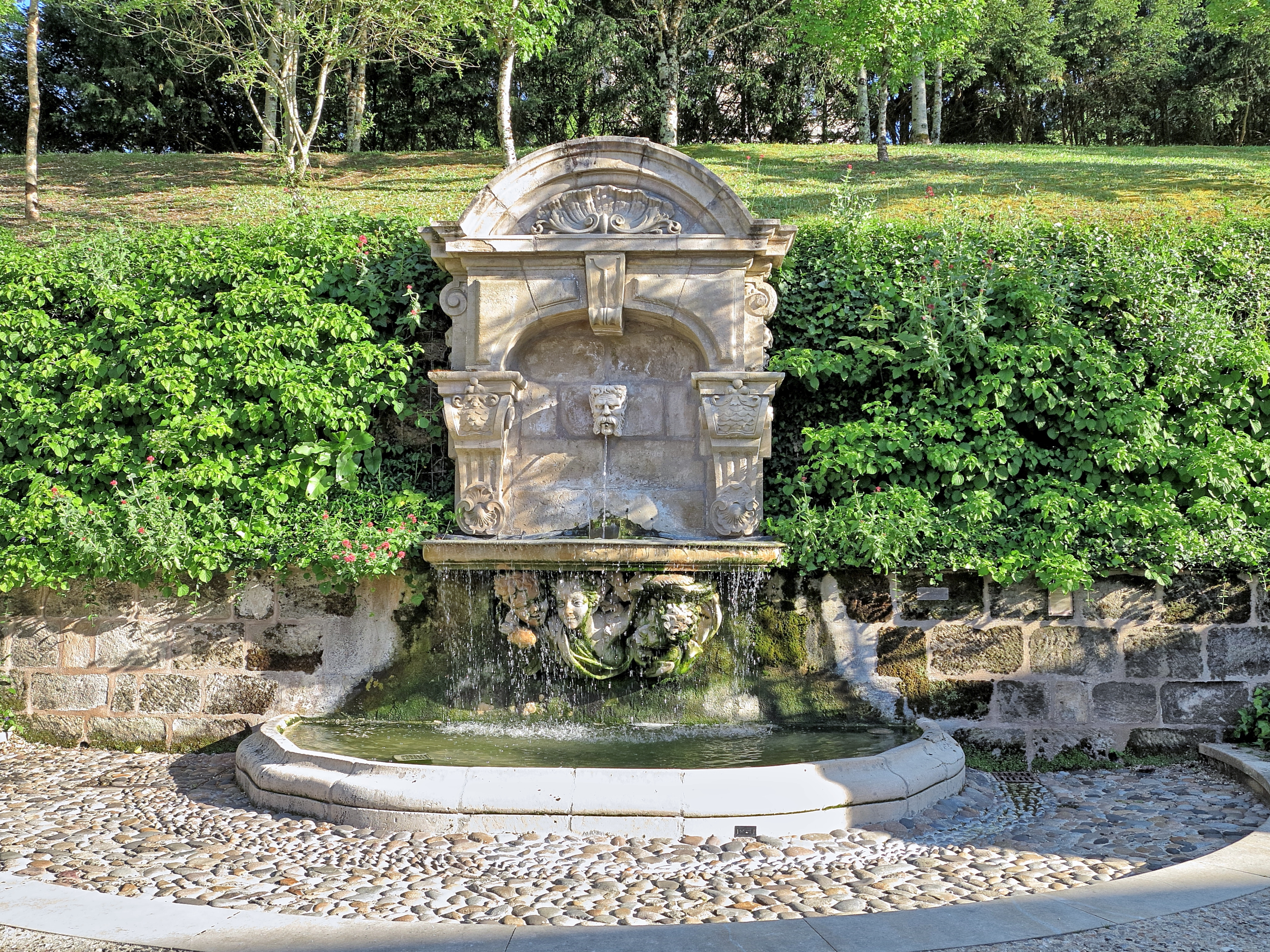
Fontaine Saint-Sour.

#### Créations récentes

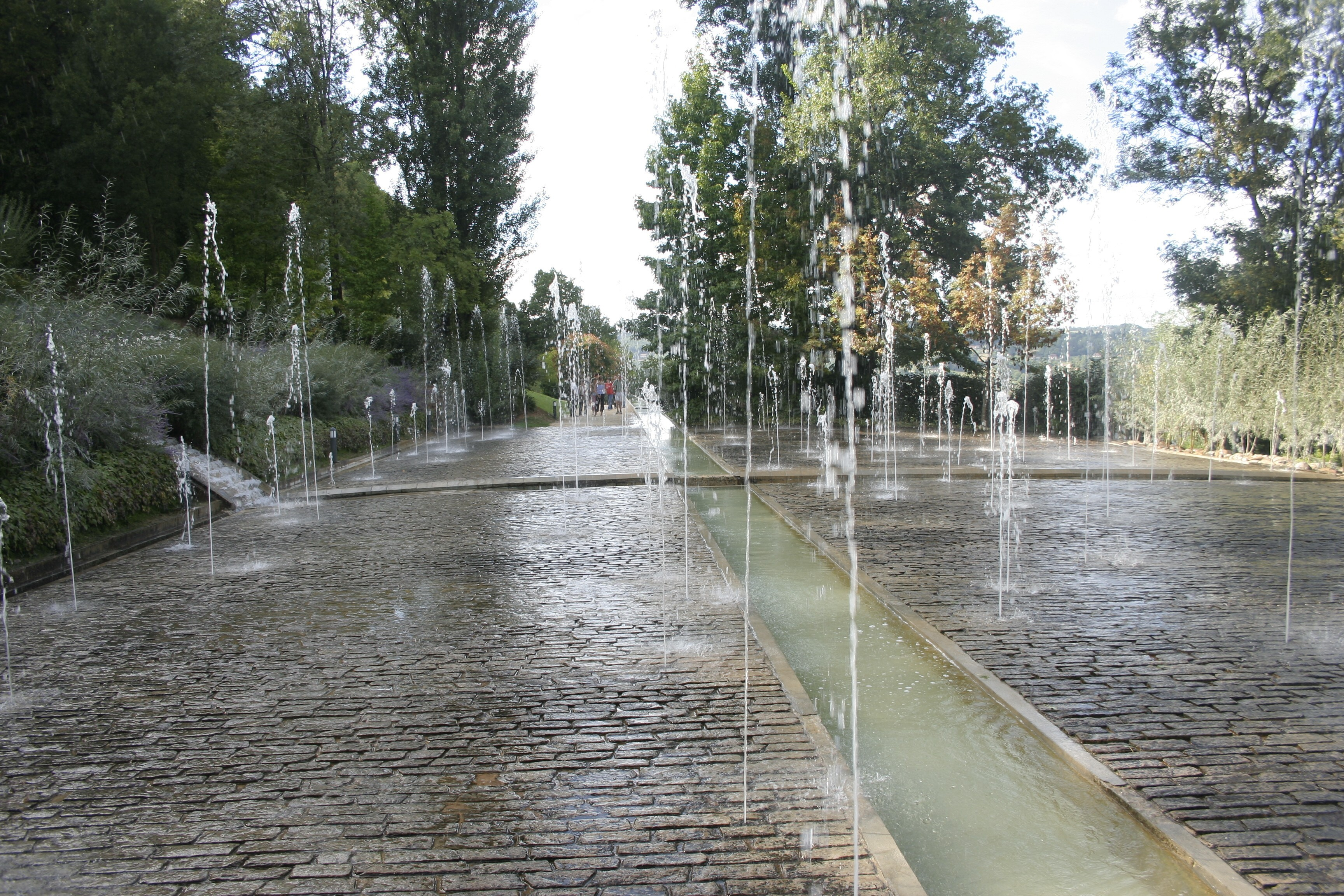
Les Jardins de l'Imaginaire.

- Le monastère orthodoxe de la Transfiguration, dépendance du monastère grec de Simon-Pierre du Mont Athos, fondé en 1978[110].
- Les Jardins de l'Imaginaire : jardin fondé en 1996 et labellisé « Patrimoine du XXe siècle » en 2007[111] sur six hectares
- Le Musée du chocolat dans les locaux de l'artisan chocolatier Bovetti dans la zone d'activités du Moulin Rouge.
- Le Festival du cirque et du théâtre de rue se déroule au début du mois de juillet.

### Patrimoine culturel
- Cirque : école de cirque Cucico.
- Le théâtre de la Distillerie ouvre ses portes en 2020[réf. nécessaire]. La Distillerie se définit comme un lieu d'initiatives artistiques et citoyennes[réf. nécessaire].

### Personnalités liées à la commune
- Gabriel Bouquier (1739-1810), député de la Convention, né et mort à Terrasson[112].
- Antoine Limoges (1764-1819), avocat, homme politique né à Terrasson-Lavilledieu, député de la Dordogne au Conseil des Cinq-Cents.
- Paul Henri Graf (1872-1947), sculpteur, mort à Terrasson.
- Jean Jardel (1895-1981), haut fonctionnaire et homme politique, né et mort à Terrasson.
- Joseph Weill (1902-1988), médecin et résistant.
- Jules Monsallier (1907-1972), footballeur international, mort à Terrasson-la-Villedieu.
- Max Tourailles (1911-1944), résistant originaire de cette ville, dont une rue porte le nom.
- Roger Lescure (1912-2009), résistant des Forces françaises de l'intérieur et Compagnon de la Libération, mort à Terrasson-Lavilledieu.
- Jean Ballarin, (1915-1999), militaire et résistant, compagnon de la Libération.
- Roger Ranoux (1921-2015), résistant et homme politique, né à La Villedieu.
- Roger Roudier (1926-2002), homme politique, né à La Villedieu.
- Nadine Bari (1940-2023), écrivaine, juriste et actrice guinéenne et française.

### Héraldique
| Blason de Terrasson-Lavilledieu | Blason  | Au premier de gueules au lion contourné d'or regardant, à la queue léopardée, sortant des débris de sa cage du même et brisant ses chaînes d'argent, au chef cousu d'azur semé de fleurs de lys aussi d'or, au second d'azur aux deux clefs affrontées d'or passées en sautoir, au chef du même chargé de trois épées basses de gueules |
| Blason de Terrasson-Lavilledieu | Détails | Armoiries validées par le conseil municipal en 1990. |

## Pour approfondir